# Imperi Espanyol

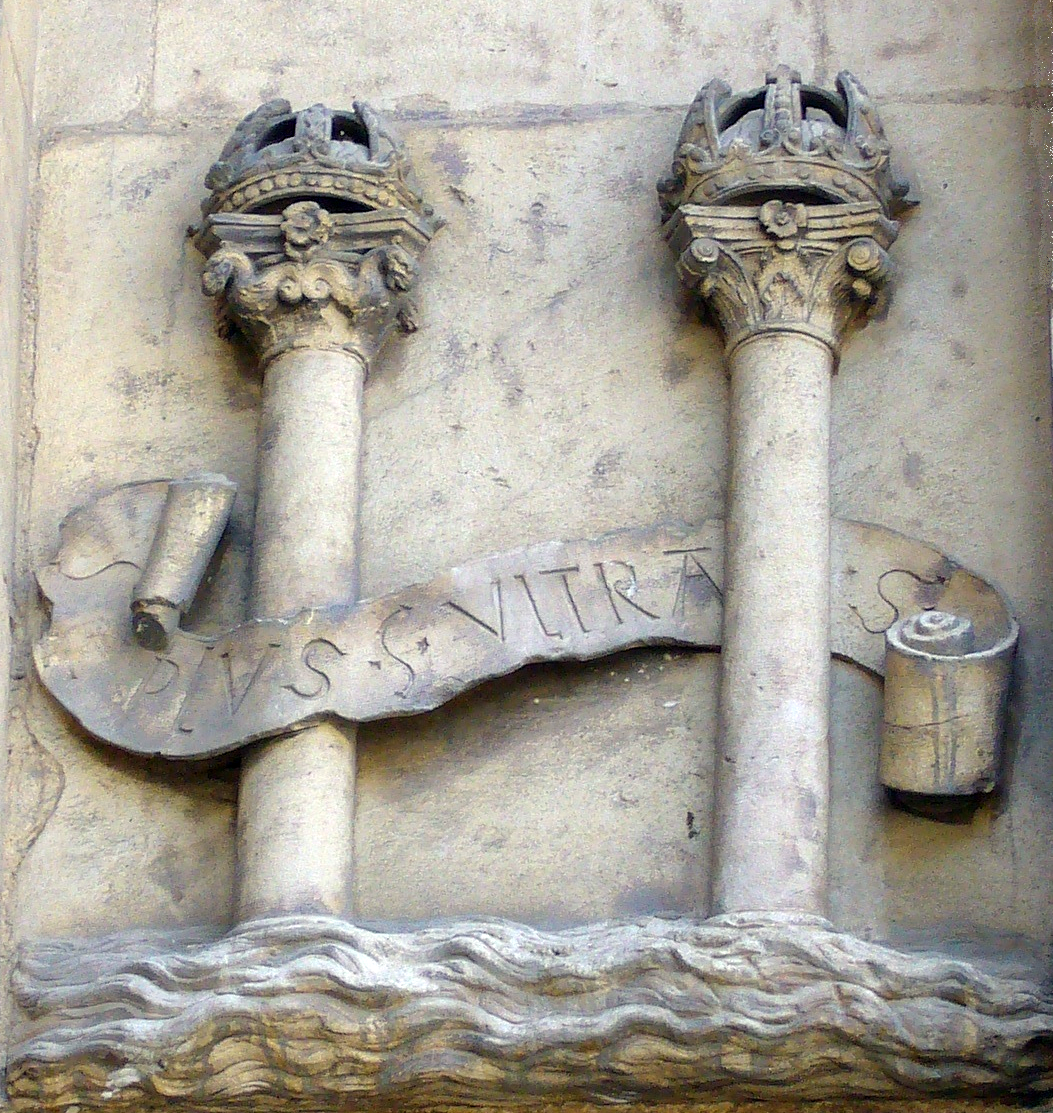
Columnes d'Hèrcules i Plus Ultra, del llatí «Més enllà»
Aquest lema i icona foren adoptats per l'emperador Carles V com a simbolisme de l'imperi espanyol. El lema pretenia simbolitzar el desafiament a l'antic mite romà de les Columnes d'Hèrcules (Estret de Gibraltar), que es creia que eren els límits del món, i l'advertència Non Terrae Plus ultra (No existeix terra mes allà).

L'Imperi Espanyol fou el conjunt de territoris a Europa, Amèrica, Àsia, Àfrica i Oceania que estigueren sota el domini de la Monarquia Hispànica al llarg de la història. L'Imperi Espanyol va ser un dels primers imperis globals —un imperi que abastava possessions a tots els continents—, a diferència dels imperis de l'edat antiga i medievals. Altres imperis globals posteriors o contemporanis foren l'Imperi Portuguès i l'Imperi britànic, i va arribar a tenir una extensió de gairebé 20 milions de km², si bé en alguns territoris, com per exemple les grans planes d'Amèrica del Nord o la part més austral d'Amèrica del Sud, la presència estable espanyola fou moltes vegades nominal, i en tot cas més teòrica que real. El zenit territorial de l'imperi arribà amb la Unió Ibèrica, moment en què els imperis espanyol i portuguès s'uniren sota la Monarquia Hispànica.
Durant els segles xvi i xvii, l'imperi funcionà amb un estructura territorial pròpia, virregnal i no pas colonial. Aquest sistema, molt diferent al d'altres imperis europeus, basat en la consideració dels territoris d'ultramar com a extensions de la metròpoli i, per tant, amb els mateixos drets que la península, va funcionar fins a l'any 1768.

## Els inicis de l'imperi

Columnes d'Hèrcules i el lema Plus Ultra.

### Expansió atlàntica de Castella
Al principi de l'edat moderna, la Corona de Castella, en competència amb Portugal, havia intervingut a l'Atlàntic en allò que seria el començament del seu expansionisme extra-peninsular. Enric III de Castella començà la colonització de les Illes Canàries el 1402 en enviar-hi l'explorador francès Jean de Béthencourt. Mentrestant, exploradors portuguesos com Gonçalo Velho Cabral havien colonitzat les Açores, Cap Verd i l'arxipèlag de Madeira. El tractat d'Alcaçovas de 1479, que va portar la pau a la guerra civil castellana, va delimitar també les zones d'influència de cada país a l'Àfrica i a l'Atlàntic. El text reservava per a Portugal les terres africanes situades per dessota del Cap Verd, i concedia a Castella la sobirania de les Illes Canàries, mentre que el regne wattàssida es repartia entre ambdues potències.
El motiu de la voluntat expansionista era aconseguir comerciar amb les riqueses d'Orient, les rutes de les quals estaven bloquejades pels otomans, que havien conquerit Constantinoble en el (1453). Portuguesos i castellans competien per trobar un nou camí que no fos el tradicional per l'Orient Mitjà. Els portuguesos, que començaven a destacar com a navegants, iniciaren aleshores les seves expedicions per tal de circumnavegar l'Àfrica, cosa que els donà el control tàcit de les illes i costes d'aquest continent, inici de l'Imperi Portuguès. La butlla papal Aeterni Regis del 1481 garantiria a Portugal tota la costa africana al sud de les Canàries.

### Descobriment d'Amèrica (1492-1499)
Anys més tard, just quan s'acabà la Reconquesta (1492), la Corona de Castella va recolzar Cristòfor Colom, l'origen del qual és molt discutit, en la seva expedició. Colom creia que la circumferència de la Terra era menor que la real, i va voler arribar a Cipango (Japó, Xina, les Índies i l'Orient) navegant cap a l'oest, en comptes de circumnavegar l'Àfrica. Però no comptava amb l'existència d'Amèrica, continent del qual Cristòfor Colom ha passat a la història com a descobridor. Amb tres embarcacions, la Pinta, la Niña i la Santa María, un pressupost d'uns dos milions de maravedisos sufragat per Isabel I de Castella a través de banquers i burgesos valencians, de la resta d'Espanya i italians, i al voltant de 90 homes, reclutats amb l'ajuda inestimable i primordial dels germans Pinzón: Martín Alonso i Vicente Yáñez, els quals eren copropietaris de la Pinta i la Niña, formaren una flota descobridora que seria de les més transcendentals de la història i s'inicià el primer viatge.

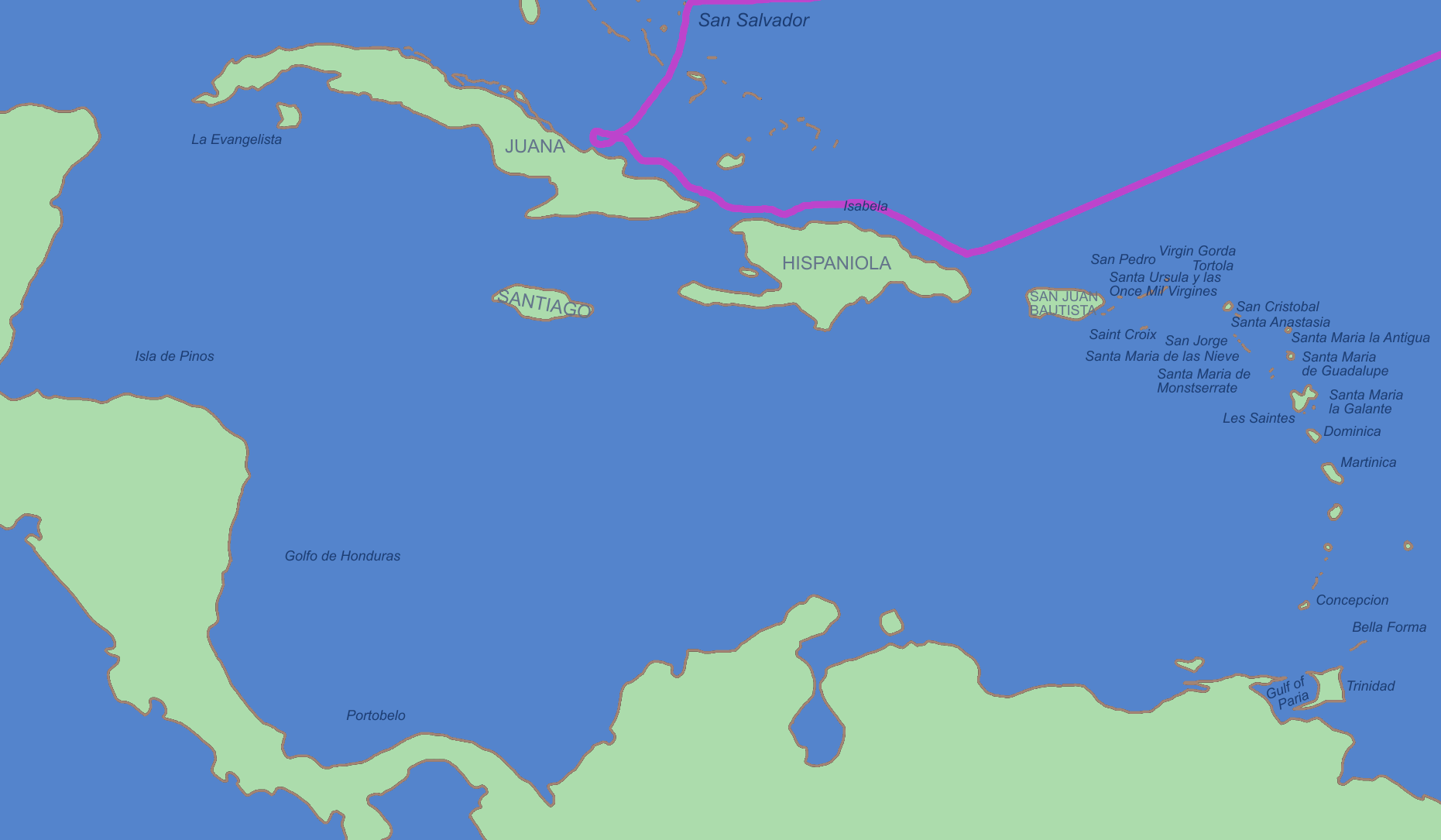
Primer viatge de Colom.

El seu objectiu era Cipango (l'actual Japó). El dia 13 de setembre, descobrí la declinació magnètica de la terra, i el 16 de setembre arribaren a la mar dels Sargassos. El 24 de setembre va haver a bord de les naus un intent de motí, però la crisi va ser superada. A partir de l'1 d'octubre s'adona que alguna cosa no va bé. El 6 d'octubre ja havien sobrepassat les 800 llegües sense indicis de terra, tot i que segons les seves estimacions haurien hagut de tocar terra després d'haver navegat 700 llegües. Durant la nit del 6 al 7 d'octubre, es produí el primer motí entre els mariners de la Santa María. Els germans Pinzón feren costat a Colom i sufocaren el motí. No obstant això, la nit del 9 al 10 d'octubre el malestar s'estengué a tots, inclosos els mateixos Pinzón. Llavors, acordaren de navegar tres dies més i al cap d'aquest temps, si no trobaven terra, tornarien. El dia 10 van veure ocells, i finalment l'11 a la nit, el grumet Rodrigo de Triana cridà des de La Pinta: "Terra a la vista". Desembarcaren el 12 d'octubre, havent trigant 36 dies de viatge, a una illa coneguda pels natius com Guanahani, que rebatejà amb el nom de San Salvador, a l'arxipèlag de les Bahames També desembarcà a l'illa de Cuba, a la qual va anomenar Joana, i a de la Hispaniola. En aquesta, el 25 de desembre de 1492, s'enfonsà la nau capitana, la Santa Maria. Les seves restes van ser usades per construir el fort de La Nativitat, constituint així, el primer assentament espanyol a Amèrica. En la travessia de tornada, una tempesta separà les dues naus que quedaven, la Pinta, amb Martín Alonso Pinzón, desembarcà a Baiona; així mateix la Niña, amb Colom a bord, arribà el 4 de març a Lisboa on s'entrevistà amb el rei de Portugal, convencent-lo que l'expedició no interferia amb les seves propietats allen mar. Després de la descoberta d'Amèrica, la corona castellana va ser la primera a afirmar-ne el dret de possessió, d'acord amb les butlles pontifícies d'Alexandre VI (1493-94). El tractat de Tordesillas (1494) va significar el repartiment del Nou Món entre el regne de Castella i Portugal, deixant a aquest últim la part més oriental del Brasil.

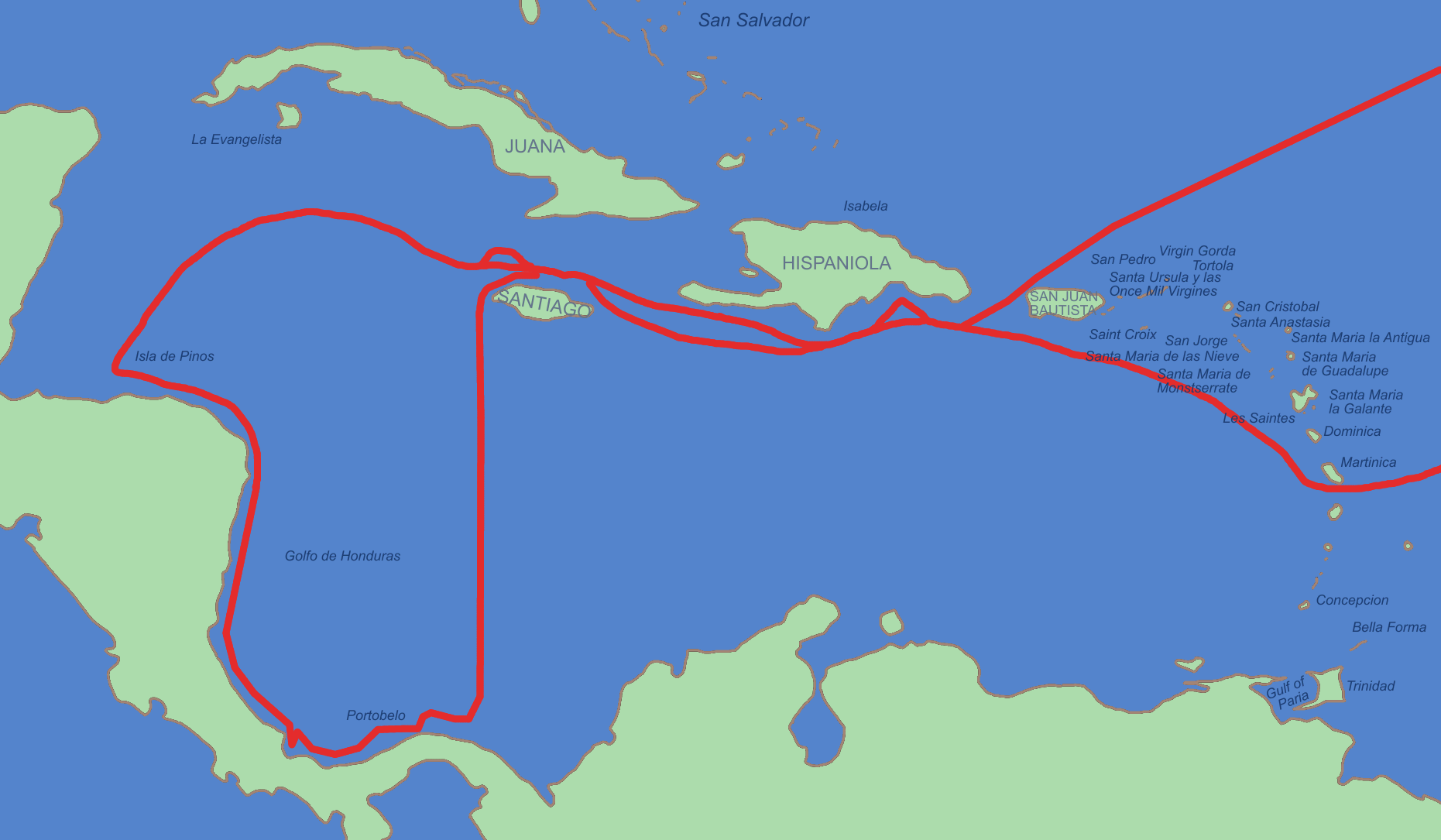
El quart i darrer viatge de Colom (1498).

El 1493 Colom inicià el segon viatge emparat pel Papa Alexandre VI que havia donat a través de les seues butlles tots els poders pontificis per erigir esglésies, predicar i aplicar les penitències que trobara convenients. Un altre destacat acompanyant de Colom fou el català Pere Margarit, L'objectiu d'aquest viatge fou explorar, colonitzar, i predicar la fe catòlica pels territoris els quals havien descobert, sota l'aixopluc de les butlles alexandrines que protegien els territori descoberts de les reclamacions portugueses. Quan cap a la fi de 1493 arribà al fort de Nativitat, a l'illa Hispaniola, hi va trobar el fortí destruït i tots els companys morts. A mitjan febrer fa tornar dotze vaixells cap a la peninsula, sota el comandament d'Antonio de Torres, qui portà un memorial als reis catòlics reclamant ajut desesperadament, especialment menjar i que es paguessin els sous de la gent.
Es queixava en aquest memorial que li havien enviat dos cents persones sense sou, i que així no tenien recursos per a resoldre les seves necessitats, que molts dels enviats amb suposats oficis els desconeixien. A final d'any arriba una flota de reforç comanada per Antoni de Torres. Flota que torna a la peninsula el 1495 amb un carregament de 400 esclaus i una carta on es queixava de la gent que havien anat a les Índies només a enriquir-se "sense cap treball ni pena" El 1496, Colom torna a la peninsula.
El 1498 Colom inicià el tercer viatge i quan arribà a La Hispaniola, a la ciutat de Santo Domingo fundada per Bartomeu Colom, i trobà que la majoria dels colons allà assentats estaven descontents, car se sentien estafats al no trobar les riqueses que Colom els havia promès. Els reis havien enviat a l'administrador reial Francisco de Bobadilla, que arribà a La Hispaniola l'any 1500. Allí va trobar a Diego Colom, germà de l'almirall, ja que Bartomeu Colom era amb Roldan a Xaraguà reprimint una conspiració, i Cristòfor Colom era a la Concepció. El 15 de Setembre en arribar Cristòfor, Bobadilla va fer detenir i encadenar a Diego i Cristófor Colom, conminant a Cristófor a escriure a Bartomeu Colom perquè es presentés a Santo Domingo, cosa que l'almirall va fer. En arribar Bartomeu va ser detingut i tancat amb els seus germans. A primers d'octubre de 1500 els germans Colom van ser enviats a la peninsula. A les darreres setmanes de l'any 1500 arribaren a Granada i es presentaren davant dels reis. El 1502 Colom inicià el seu quart i darrer viatge. Arribà a Santo Domingo, on el nou governador Nicolas de Ovando li prohibí desembarcar, seguint les ordres dels Reis Católics. Explorà les costes de l'actual Hondures, i el 1503 arribà a Jamaica on perdé els dos vaixells que li quedaven. El 1504 foren rescatats de Jamaica i a final d'any arribava a la península.

### Els altres descobridors (1499-1510)

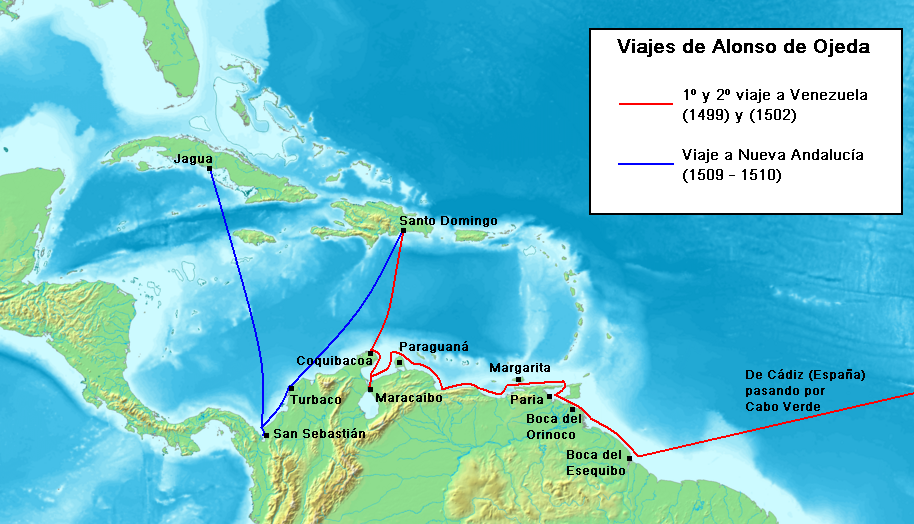
Viatges d'Alonso de Ojeda (1499 - 1502) i (1509 - 1510).

Malgrat l'acord de Capitulacions amb Colom el rei Ferran el Catòlic concedí permisos a altra gent per a explorar el Nou Món. Aquest seguit de viatges són coneguts amb el nom de «Viatges menors o andalusos». El 1499 Alonso de Ojeda amb Amerigo Vespucci i Juan de la Cosa salparen en una expedició. Vespuci se separà i anà a parar al Brasil. Hojeda anà a parar a la desembocadura de l'Orinoco, i explorà les costes fins a Veneçuela, recollint notícies sobre riqueses. El mateix 1499 Vicente Yáñez Pinzón, mitjançant unes capitulacions signades amb el bisbe Juan Rodriguez de Fonseca, organitzà una expedició amb quatre caravel·les es va convertir en el primer europeu a arribar al riu Amazones. i al Brasil el 26 de gener de 1500. Tornà a la peninsula el 30 de setembre de 1500 amb un carregament de fusta del brasil. En una nova capitulació signada amb Ferran el catòlic el 1501 fou nomenat capità i governador de Santa Maria de la Consolación fins a la desembocadura de l'Amazones, però no hi va tornar a la zona. El 1505 tornà al Carib amb la missió de cercar un pas a l'oceà Pacífic, i explora tota la costa d'Amèrica Central, i de la peninsula del Yucatan, extablint el primer contacte amb la civilització asteca. Ojeda partí novament el 1502 amb una nova capitulació signada amb Ferran el Catòlic nomenant-lo governador de Coquibacoa, amb Juan de Vergara y Garcia de Campos. Els seus socis se li revoltaren i l'empresonaren a la Hispaniola fins a 1504. Resta a la Hispaniola fins a 1508 quan aconseguí de Ferran una capitulació per a la colonització i governació de la costa dels actuals Hondures, Nicaragua i Veneçuela. Partí el 10 de novembre de 1509 de Santo Domingo i arribà a l'actual Cartagena de Indias (Colombia) on llegí als indígenes la proclamació de l'annexió a la corona espanyola. La festa va acabar en batalla, perseguint als indis terra endins, morint Juan de la Cosa.

### Plets colombins (1508-1536)
Els Plets colombins foren les disputes judicials que enfrontaren els hereus de Cristòfor Colom contra la Corona de Castella en defensa dels privilegis obtinguts pel descobridor. A la mort d'en Colom el 1506 el seu primogènit Diego fou nomenat governador de les Índies. El 1511 els jutges van donar una primera sentència, a Sevilla on reconeixien als Colom el càrrec de virreis a perpetuïtat i el dret al 10% dels beneficis obtinguts de les Índies. La Corona rebia, entre altres coses, el dret a nomenar jutges d'apel·lació. Cap de les dues parts va quedar satisfeta, de manera que ambdues van apel·lar la sentència. El 1512 es va agregar la qüestió de l'extensió de la jurisdicció de la família Colom a terra ferma, en l'anomenat "plet del Darién". El 1520 es va produir una nova sentència, l'anomenada "declaració de La Corunya", però el 1524 Diego Colón va ser deposat del seu càrrec de governador, per la qual cosa va interposar una nova demanda contra la Corona. Va morir dos anys més tard però la seva vídua va continuar el plet en nom del seu fill Lluís, menor d'edat. Després la sentència de Valladolid el 1527, que va declarar nul les dues anteriors i va manar recomençar tot el procés. Finalment les dues parts es van sotmetre a un laude arbitral dictat el 1536 pel president del consell d'Índies que confirmà diversos privilegis a la família Colom.

## Conquestes

### La Casa de Contractació

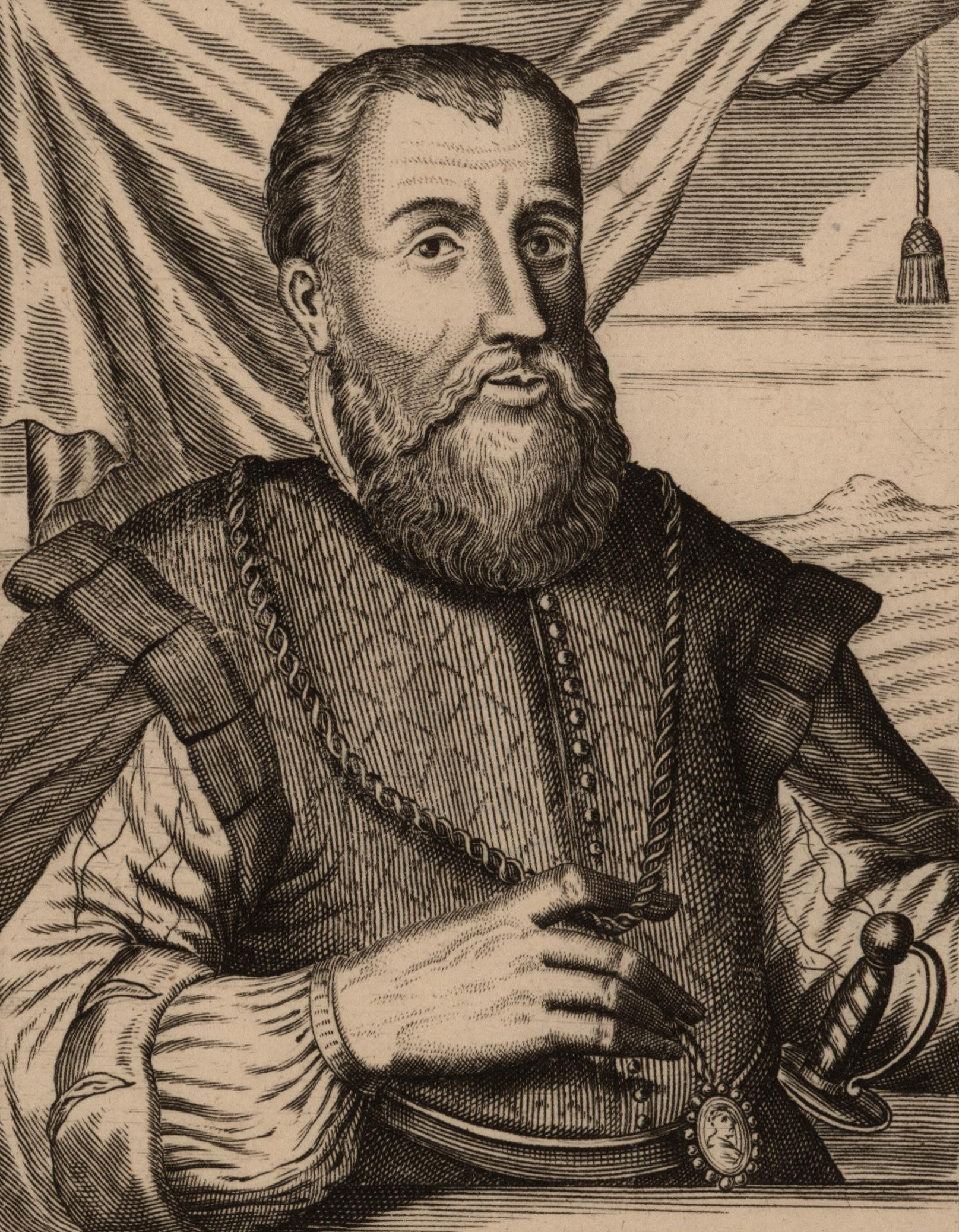
Diego Velázquez de Cuéllar Adelantado i primer governador de Cuba (1511 - 1524.

El 1514 l'almirall i governador de les illes del mar Carib Diego Colón Moniz havia estat cridat a comparèixer davant el rei Ferran el Catòlic acusat de la seva mala administració. El 1516 va morir Ferran el Catòlic i a causa de la impossibilitat per governar de la seva filla Joana I de Castella, havia nomenat successor al seu net l'emperador Carles V. La regència fou assumida pel cardenal Francisco Jiménez de Cisneros que va exercir breument el govern a Castella, on ja s'havien estès les notícies sobre pobles "molt rics en or i altres metalls preciosos". Com a mitjà per fer-se d'aquestes riqueses, es va proclamar una llei que autoritzava l' rescat d'or 
amb la qual es promovia que els castellans viatgessin a Amèrica per comerciar amb els nadius, pagant un impost sobre els seus guanys del 20% o «Cinquè del Rei» i per tal d'aconseguir aquest propòsit i regular el comerç de les Índies Occidentals, es va crear la Casa de Contractació a 1503. Aquesta va ser controlada pel bisbe de Burgos, Juan Rodríguez de Fonseca, que al seu torn va designar com a tresorer a Sancho de Matienzo i com comptador a Juan López de Recalde. A la mort del cardenal Jiménez l'octubre de 1517 van recaure els assumptes transoceànics en el bisbe de Burgos.

### El Consell d'Índies
Els Reis Catòlics designaren a Juan Rodríguez de Fonseca per a estudiar els problemes de la colonització de les Índies amb Cristòfor Colom. Al morir Ferran d'Aragó es fa càrrec de la Corona de Castella en qualitat de regent el Cardenal Cisneros, qui no tenia bones relacions amb Rodríguez de Fonseca, de tal manera que el separa de les seves funcions i encarrega a dos membres del Consell de Castella: Luis de Zapata i Lorenzo Galíndez de Carvajal, que formessin un petit consell, que es va passar a cridar "Junta d'Índies". En 1516 quan el futur emperador Carles V es fa càrrec de la Corona de Castella continuà existint aquesta junta i ja en 1524 passa a anomenar-se definitivament Consell d'Índies. El seu primer president va ser fra Juan García de Loaysa. Tota l'administració governativa de l'imperi espanyol esdevingué competència del Reial i Suprem Consell d'Índies, que s'encarregava de planejar i proposar al monarca les polítiques relatives a les Índies -població, relació amb els aborígens, comerç-, organització administrativa, ja fos amb la creació de nous Virregnats o noves Governacions, proposar al monarca els noms de les persones més adients per als càrrecs de grans autoritats americanes: virreis, governadors, oïdors, etc.

### Conquesta de Mèxic (1519-1521)
A Cuba els espanyols basaven la seva riquesa en les comandes i en l'explotació dels nadius a qui es permetia esclavitzar, però pel fet que la població nativa havia estat delmada per les campanyes de conquesta i les malalties, amb la Colonització espanyola d'Amèrica estaven ansiosos d'aconseguir noves oportunitats de prosperar. Va ser així com Francisco Hernández de Córdoba, Lope Ochoa de Caicedo, i Cristóbal de Morante, es van organitzar per comprar dues naus amb la intenció de viatjar cap occident. El governador Velázquez va pagar un bergantí, aconseguint també els permisos necessaris davant els monjos jerònims per realitzar l'expedició, ja que era requisit comptar amb el seu vistiplau. L'objectiu del viatge va ser trobar esclaus, però els que van encapçalar les naus pretenien descobrir noves terres per a poblar i governar. El 1517 va salpar la primera expedició dirigida per Francisco Hernández de Córdoba i van arribar a Champotón, va descobrir i explorar la península de Yucatán. El 1518 es va iniciar una segona expedició dirigida per Diego Velázquez, governador de Cuba. Els expedicionaris van vorejar la costa i van passar pels rius Tonalá i Coatzacoalcos. En arribar al riu Papaloapan, Pedro de Alvarado, un dels capitans, va navegar per les seves aigües i va tornar admirat del que havia vist. L'expedició va seguir fins al riu Jamapa, al costat del poblat de Boca del Río. Allí els esperaven uns emissaris del tlatoani Moctezuma II, que creia que els espanyols eren enviats del déu Quetzalcóatl i venien a ocupar el govern de Mèxic. Pedro de Alvarado va tornar a Cuba amb regals pel rei de Castella i Juan de Grijalva va seguir explorant la costa de Veracruz. Va arribar a Nautla, Tuxpan, la llacuna de Tamiahua i riu Pánuco, on va posar fi al seu viatge i retornar a Cuba.

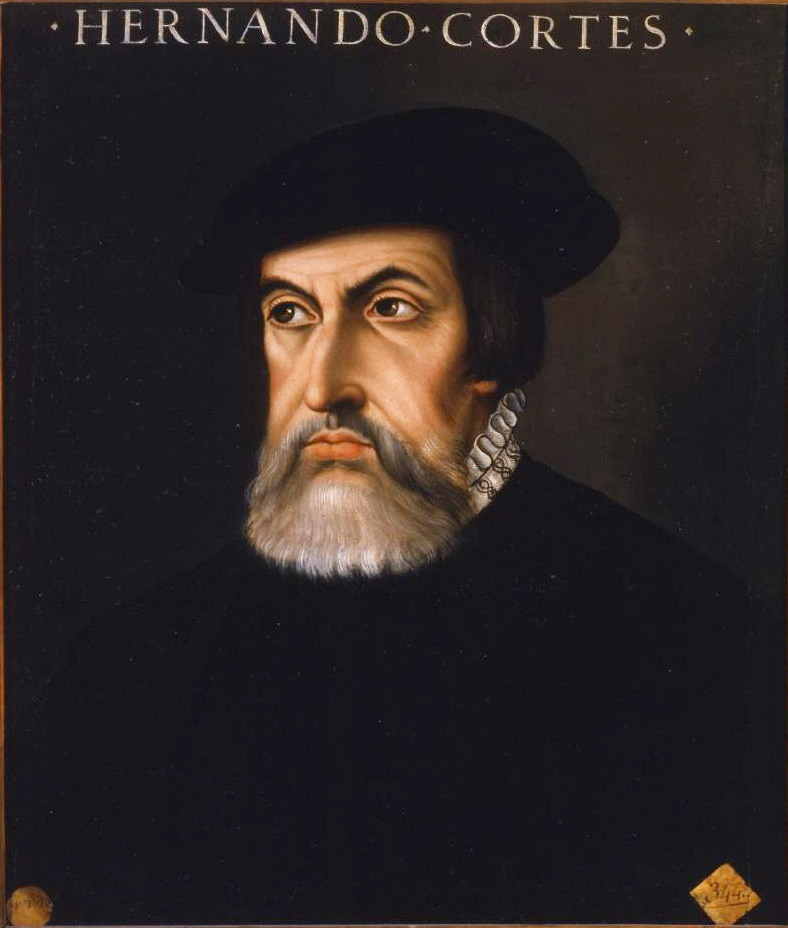
El 1519 Hernán Cortés era l'alcalde de Santiago de Cuba.

El 1519 Hernán Cortés va iniciar la tercera que enviava Diego de Velázquez, governador de Cuba, amb fins d'exploració i comerç i que realitzaria la conquesta del que més tard es va anomenar la Nova Espanya. Els capitans designats per Cortés van ser: Pedro de Alvarado, Alonso de Ávila, Alonso Hernández Portocarrero, Diego de Ordás, Francisco de Montejo, Francisco de Morla, Francisco de Salcedo, Juan de Escalante, Juan Velázquez de León, Cristóbal de Olid i Gonzalo de Sandoval. Com a pilot major va nomenar Antón de Alaminos qui coneixia la zona per haver participat en les expedicions d'Hernández de Córdoba a 1517, de Juan de Grijalva a 1518 i de Juan Ponce de León a la Florida a 1513. Hernán Cortés i els seus homes van arribar a l'illa de Cozumel i d'allí van anar a la Costa de Yucatán. Van trobar a Jerónimo de Aguilar, un soldat espanyol que, juntament amb un reduït grup d'espanyols mariners, havien naufragat a 1511. Vuit anys després parlava maia, per la qual cosa els va servir d'intèrpret. Van seguir pagant la península de Yucatán. En arribar al riu Grijalva van combatre contra els indígenes de la regió i després de derrotar-los va rebre presents i esclaus. D'allí es van dirigir cap a la costa de l'actual ciutat de Veracruz, ciutat que va fundar. En aquest lloc Cortés va rebre la primera ambaixada de Moctezuma II Xocoyotzin, governant de Tenochtitlan, que li va demanar que no continués. Després va avançar cap a l'interior i allí s'adonà de les fortes rivalitats entre els indígenes. En arribar a Tlaxcala derrotà a Xicoténcatl i establí una aliança amb els tlaxcaltecas, que fins aleshores eren tributaris de Moctezuma II.

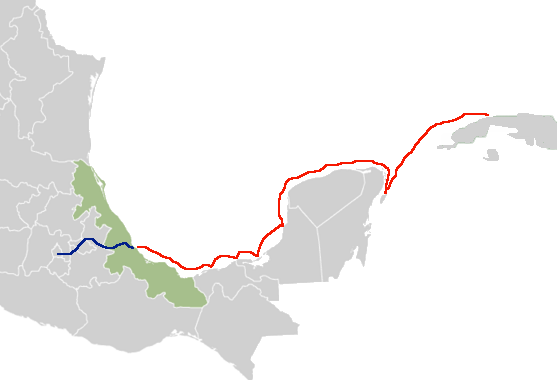
Ruta Hernán Cortés en la conquesta de Tenochtitlan.

Cortés continuà avançant amb cada volta més tropes indígenes revoltades conta Moctezuma II fins que arribà a Tenochtitlan, on Moctezuma el rebé creient que eren semidéus. Arriba a Mèxic un missatger de Veracruz que l'avisava d'una expedició capitanejada per Pánfilo de Narváez amb ordres d'apresar-lo i tornar-lo a Cuba. Cortés feu presoner a Moctezuma, deixà a Pedro de Alvarado el govern de ciutat, i atacà a Narváez. Mentrestant Alvarado va fer una celebració religiosa i intentà desposseir als indígenes de les seves joies cerimonials, desencadena una matança del temple major i provocant l'aixecament dels mexiques a Tenochtitlan. Cortés tornà a Mèxic enmig de la revolta dels mexiques. Els mexiques tenien assetjats als espanyols que es va atrinxerar al palau de Moctezuma. Cortés intentà apaivagar la revolta utilitzant Moctezuma però els asteques se sentiren traïts pel seu emperador i això culminà en l'assassinat de Moctezuma. Els espanyols superats pels mexiques van fugir per mitjà de ponts portàtils, perden molta gent i gairebé tot el botí anomenat aquella jornada es la derrota, la noche triste. Cortés es refugià a Tlaxcala mentre en la fugida era atacat per grups indígenes aconseguint derrotar-ne a alguns a Otumba. Els mexiques es dedicaren a reconstruir la ciutat pensant que els espanyols ja no tornarien. Però esclatà una pesta de verola a la ciutat i morí el successor de Moctezuma. La pesta delmà a la població i els espanyols aprofitaren per tonrar sobre la ciutat. Cortés tallà els proveïments i establí aliances amb altres pobles contra els mexiques. Iniciat el setge se succeïren les dissensions internes i foren assassinats tots els prínceps i els fills de Moctezuma. Els mexiques resistents, fortament desmoralitzats, es feren forts a Tlatelolco i s'enfronten als espanyols, capturant-ne diversos així com a indígenes aliats, que foren sacrificats davant de Cortés. La fam castigà la ciutat mentre que els espanyols i els seus aliats formen un nombrós exèrcit. Finalment va morir Tlatelolcatl un dels últims caps mexiques i la revolta començà a extingir-se. Finalment fou capturat Cuauhtémoc, últim emperador mexiques, el 13 d'agost de 1521, i amb aquest l'episodi final de la conquesta de Tenochtitlan.

### La conquesta del Perú (1532-1533)

Divisió de les governacions castellanes:
- Governació de Nova Toledo
- Governació de Nova Castella
- Governació de Nova Lleó
- Governació de Nova Andalusia.

D'una importància comparable a la conquesta de l'Imperi Asteca fou la conquesta espanyola de l'Imperi Inca el 1531, per Francisco Pizarro, territori que es convertiria en el Virregnat del Perú. Les primeres notícies sobre l'existència del fabulós regne del Birú, van arribar a oïdes dels espanyols assentats a Castilla de Oro des de començament del segle xvi. Les autoritats d'aquesta governació Pedrarias Dávila i Pedro de los Ríos van enviar expedicions de reconeixement a l'Oceà Pacífic sud a partir de la dècada de 1520. Entre totes elles, sobresortir les que va realitzar una societat composta per dos veterans soldats: Diego de Almagro i Francisco Pizarro. Francisco Pizarro es va associar amb Diego de Almagro i amb el clergue Hernando de Luque amb la pretensió d'arribar a les terres del Perú. En el primer intent (1524) van haver de tornar per falta de mitjans. També es va frustrar la segona expedició, va quedar Pizarro, amb altres 13 homes. Quan van tornar a Panamà amb mostres de riquesa, el Governador no els va prestar molta atenció i Pizarro va tornar a Castella. La Capitulació de Toledo és el document legal emès el 1529 per l'emperador Carles V pel qual es concedia a Francisco Pizarro el permís per colonitzar i poblar les Índies. Francisco Pizarro negocià amb el Consell d'Índies i va sol·licitar la governació del Perú per a ell i per a Diego de Almagro, però el president del Consell s'hi va oposar per l'experiència de Santa Marta, on dos conqueridors que havien ocupat el mateix càrrec s'havien enemistat i un d'ells havia acabat assassinat a l'altre. Per això Pizarro va acabar acceptant la governació per a ell desplaçant a Diego de Almagro. Acabada la negociació amb el Consell d'Índies Francisco Pizarro i l'emperador Carles V acordaren la Capitulació de Toledo per la qual aconseguí la franquícia reial per continuar l'exploració i la conquesta.

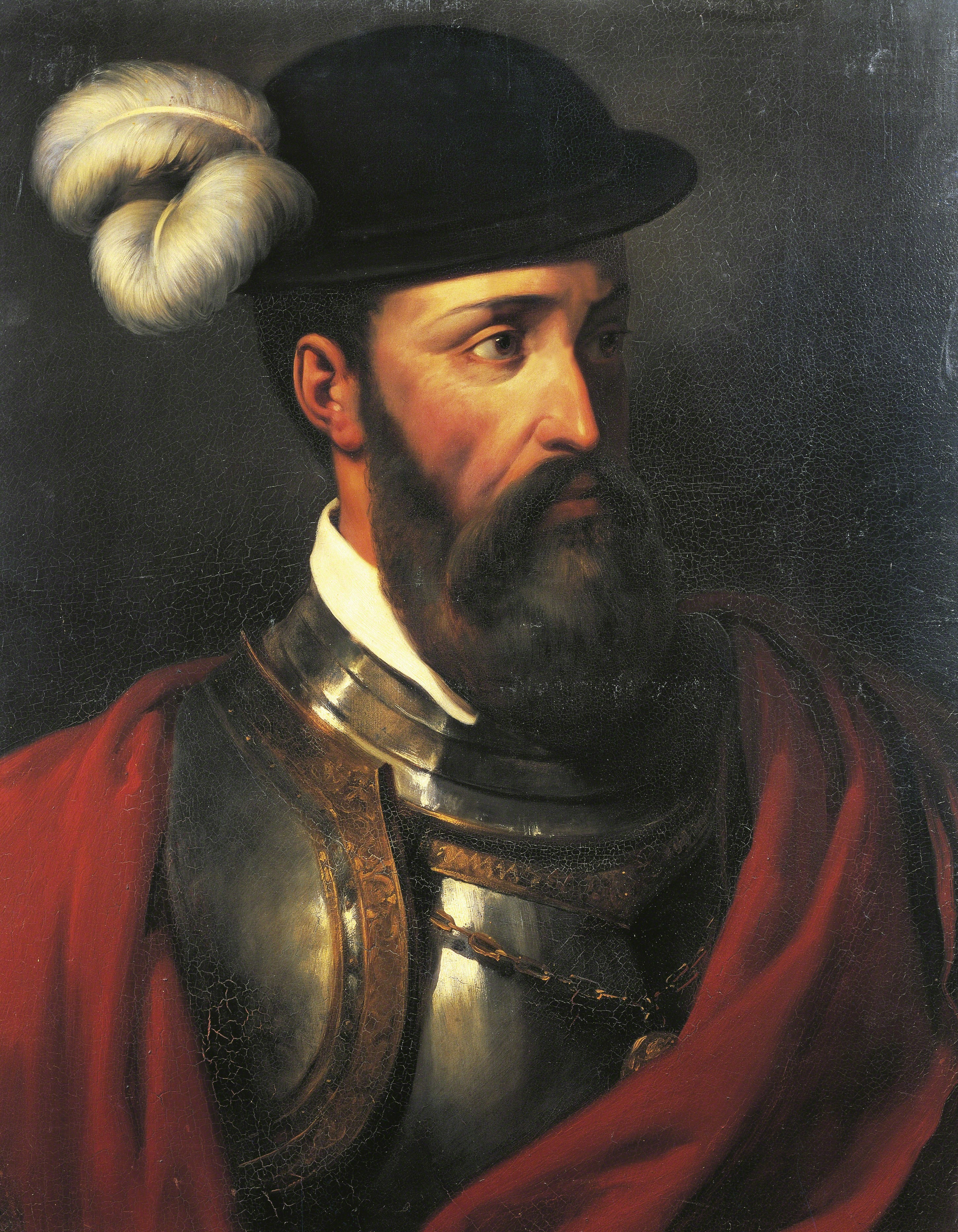
Francisco Pizarro.

Francisco Pizarro es va tornar a embarcar cap a Panamà el 1530 amb els seus germans Hernando, Gonzalo i Juan, i amb el seu oncle Francisco Martínez Alcántara. Va sortir de Panamà a final del mateix any cap a Perú amb 3 vaixells, 180 homes i 37 cavalls. Pizarro no va trobar les facilitats que havia tingut Hernán Cortés a Mèxic, perquè no hi va haver regals ni emissaris ni espontànies mostres d'amistat, però sí que va trobar un camí que conduïa cap a la serra. Va entrar a la ciutat de Cajamarca el 15 de novembre de 1532 i, en una breu entrevista amb Atahualpa aquest els va instar que li tornessin les terres preses i s'ajornaran l'entrevista per a l'endemà. L'endemà en arribar l'Inca amb el seu guàrdia personal es va començar a impacientar i els espanyols van capturar a Atahualpa.
Aquest fou acusat de trair l'acord i va ser condemnat a mort el 23 de juliol de 1533. A partir d'aleshores l'avanç va ser ràpid i el novembre de 1533 les tropes espanyoles es va trobar a les portes de la capital del Tahuantinsuyo, Cuzco. El rancor dels cuzqueños tenien per l'Inca executat va permetre que els espanyols ingressessin a la ciutat sense oposició. Fins i tot van ser rebuts per Manco II, qui es va convertir en Sapa Inca amb el beneplàcit dels nouvinguts. La feble resistència de Quisquis no va poder impedir l'ascens de Manco II ni la consolidació de la presència espanyola a la regió. Aviat, Manco Inca II es va adonar que només era utilitzat pels invasors per controlar la població indígena. Això, sumat a problemes personals amb els germans Pizarro qui en el fons no respectaven la seva alta jerarquia va contribuir a un canvi d'actitud. Secretament Manxol va iniciar els preparatius per sortir del Cuzco i iniciar un aixecament contra els espanyols que va esclatar el 1536 aprofitant la partida d'una expedició encapçalada per Almagro cap a Xile.

### La guerra civil entre elsconquistadores

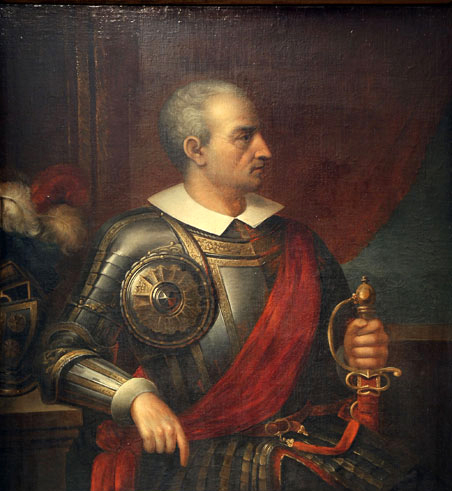
Diego de Almagro (1479 - 1538).

La Governació de Nova Castella començava al nord al poble de Santiago i, pel sud, acabava a les 270 llegües. D'aquí cap al sud, començava la Governació de Nova Toledo i s'estenia per 200 llegües. Diego de Almagro, governador de Nova Toledo, va emprendre un viatge pel sud cap a Xile que va durar al voltant de dos anys, des del 1535 fins a va acabar en Arequipa el 1537. El viatge per Xile va ser dur i penós i no va trobar res que satisfés els seus interessos, tot i haver arribat fins a l'altura de l'actual Valparaíso. A la seva tornada s'assabentà de l'aixecament de Manco Inca Yupanqui. D'una banda descoratjat pels resultats del seu viatge a Xile i de l'altra en la creença que pertanyia a la seua governació, decidí fer-lo personer. Després de la captura i derrota dels inques, Almagro va empresonar a Gonzalo i Hernando Pizarro i es proclamà governador. Llavors anà cap a la costa fins a Lima. En el seu trajecte fundà la ciutat de Chincha amb la intenció de convertir-la en la capital de la Governació de Nova Toledo, batejant-la amb el nom de Vila de Almagro. Després, aquesta capital seria traslladada a Sangallo. Almagro va avançar sobre Lima per la costa mentre Francisco Pizarro ho feia per Mala, on tots dos conquistadores acordaren una treva fins a l'arribada d'un emissari de l'emperador Carles V. Un altre dels acords fou que mentre es resolgués el desacord Diego de Almagro continuaria sent governador a Cusco i deixaria en llibertat a Gonzalo i Hernando Pizarro. Després dels acords Diego de Almagro reprengué el seu camí cap a Cusco. Per la seva part Francisco Pizarro ordenà a Hernando Pizarro, ja alliberat, que retornés a Cusco a marxes forçades pel camí de Huaytará, portant tropes lleials. Finalment tots dos exèrcits espanyols s'enfrontaren a prop del Cusco el 6 d'abril de 1538 a la Batalla de les Salines. Les tropes d'Almagro foren derrotades i ell va ser fet presoner i captiu, dut a Cusco. Allí fou jutjat i condemnat a mort per estrangulament. Diego de Almagro fou executat el 8 de juliol de 1538, i el seu fill mestís, del mateix nom, jurà venjança. Dotze almagristes encapçalats per Juan de Rada pararen una emboscada a Francisco Pizarro a Lima i allí el mataren el 26 de juny de 1541. Mentrestant, la colonització americana seguia avançant. Nova Granada fou fundada durant la dècada del 1530 i Juan de Garay fundà Buenos Aires el 1536. En la dècada de 1540, Francisco de Orellana explorava la selva i arribava al riu Amazones. El 1541, Pedro de Valdivia continuà les exploracions de Diego de Almagro des del Perú cap al sud i hi instaurà la Capitania General de Xile. En aquest mateix any, l'imperi Muisca, que ocupava el centre de Colòmbia, fou finalment conquerit.

### Conquesta de les Filipines

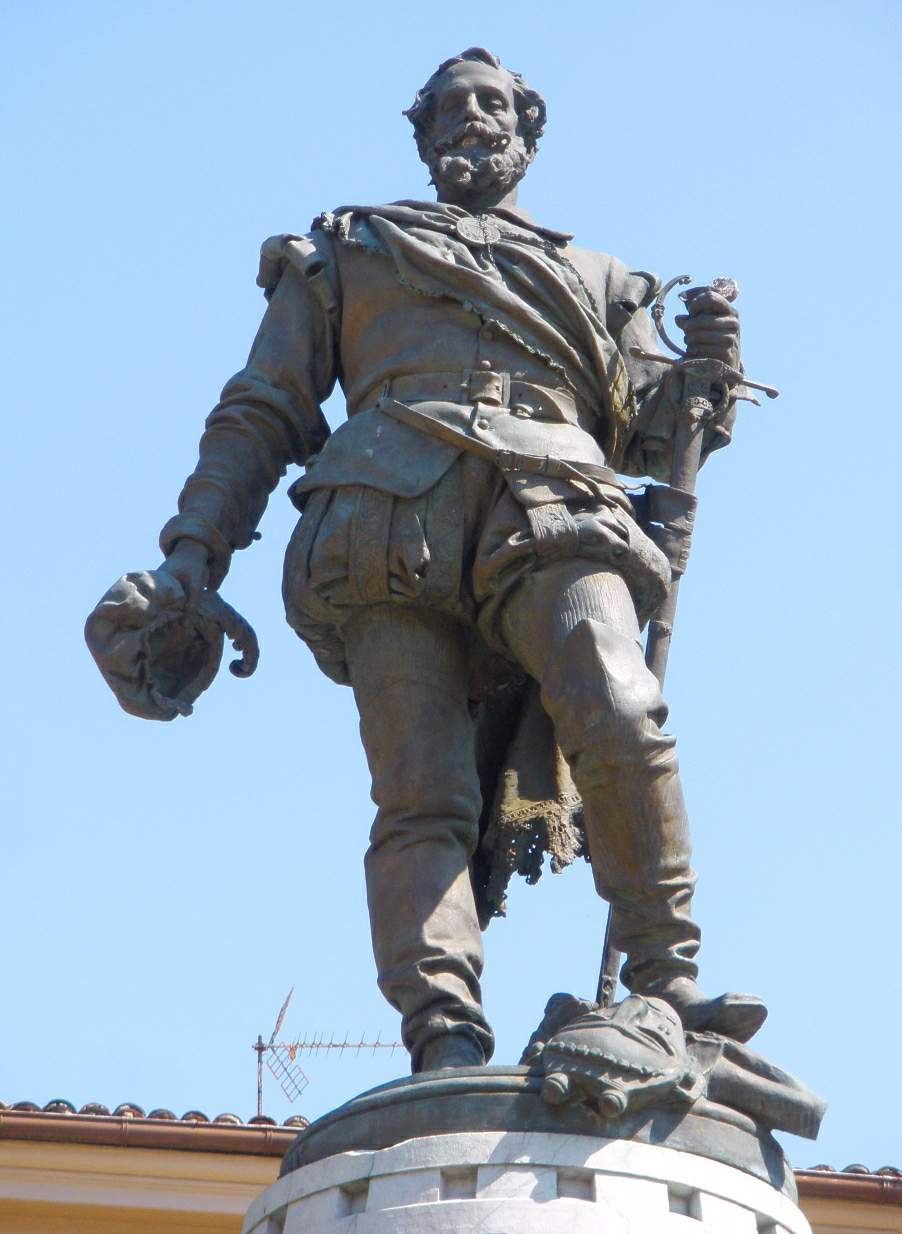
Monument a Miguel López de Legazpi a Zumárraga (Guipúscoa)

A l'Àsia el 1521 el navegant Fernando de Magallanes va arribar a l'arxipèlag filipí i va prendre possessió jurídica de les illes, sota el tron espanyol, però sense deixar un sol soldat. Encara que se sabia que els indígenes eren summament dòcils i més es volia arrabassar el poder de Portugal a les Índies Orientals, Hernán Cortés va enviar tres vaixells rumb a Àsia que van salpar de Zihuatanejo a 1527. En el camí dos d'ells van naufragar, i el tercer va arribar, però no va tornar per no haver trobat el corrent del retorn. Després el 1541, López de Villalobos va ser enviat pel virrei Antonio de Mendoza per encapçalar una expedició cap a les Índies Orientals a la recerca de noves rutes comercials. El 1543 la flota va tocar la costa sud de l'illa de Luzón (Filipines), on van explorar la costa i van fer contacte amb els indígenes de l'arxipèlag. D'allí van partir més a l'orient fins a arribar a l'illa de Leyte i les van nomenar illes Filipines en honor del rei Felip II. A causa de la fam i d'un vaixell que es va arruïnar per un accident de navegació, l'expedició va ser desastrosa i es van haver d'anar a buscar refugi a les Moluques, domini portuguès, i després d'algunes escaramusses van ser presos presos. L'intent de colonització de les Filipines no va acabar aquí.
El virrei Luis de Velasco va encarregar a Miguel López de Legazpi fer-se a la mar en una nova expedició. Va salpar del Nuevo Reino de Galícia (actualment Jalisco), el 1564 i en el viatge va conquistar Guaján, les Illes de Saavedra (Illes Marshall) i les Illes Mariannes; també es va expandir el domini espanyol a diversos punts de l'illa de Formosa (Taiwan), les Moluques i el nord de Borneo. Per l'escassetat de productes, Legazpi es va veure forçat a traslladar d'illa en illa i expandir els dominis allà. El moviment va ser fàcil, ja que a les illes, igual que a Mèxic, els clans estaven enfrontats i Legazpi va establir fàcilment lligams d'amistat que li van permetre moure's d'illa en illa. La conquesta de les Filipines va fer possible que en 1565 visités per primera vegada terres novohispanes el Galió de les Filipines. Amb el temps aquesta ruta seria el principal llaç que uniria les possessions de la Monarquia d'Espanya a Amèrica amb els seus baluards a Àsia. Un dels principals llocs on s'emmagatzemaven els béns portats d'Orient era Nova Orleans, a la costa del Golf de Mèxic. Les rutes van ser establertes per més de dos segles, però els camins de l'Orient al port d'Acapulco, on solien descarregar les mercaderies, estaven plens de riscos, malalties i atacs pirates. Els productes manejats eren seda, espècies i or.

### La conquesta de Veneçuela, l'Orinoco i la recerca deEl Dorado

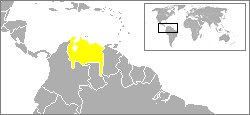
Territori concedit entre 1528 i 1545 per l'emperador Carles V a la família alemanya dels Welser, banquers d'Habsburg.

L'emperador Carles V, en peremne necessitat de recursos financers per a les seves campanyes militars contra els protestants i l'islam a Europa va decidir atorgar a la casa de banquers dels alemanys Welser l'explotació de la província de Veneçuela. Els següents anys serien coneguts com els temps de la colònia alemanya a Veneçuela. En realitat l'activitat dels Welser es va concentrar en la recerca d'or i el comerç d'esclaus i durant ella els espanyols van continuar realitzant exploracions i fundacions. Ambrosius Ehdingern, originari d'Ulm (Alemanya) es va convertir en el primer governador de la província. Va arribar a Coro el 1529 i des d'allí va marxar cap a l'Occident. A l'entrada d'un llac va atacar a les tribus de la zona i va realitzar la primera fundació oficial de la ciutat de Maracaibo el 8 de setembre de 1529. D'allí, Ehdingern tornar amb malària a Coro. Una vegada en aquesta ciutat, va deixar a Niklaus Federmann com el seu representant el 30 de juliol de 1530 i va partir a Santo Domingo per recuperar-se. El novembre Alfinger va partir de Coro amb 40 homes de cavall, 130 del carrer i alguns soldats a una expedició a la recerca d'El Dorado cap a l'oest. La seva expedició va tornar pel camí de la costa, va creuar el llac de Maracaibo i les muntanyes d'Oca fins a entrar a Valledupar. Finalment van decidir demanar ajuda. Una expedició va tornar per buscar ajuda a Coro, però en comptes de seguir al llarg del Llac de Maracaibo, es va internar en els pantans i es va perdre. Oviedo relata que aquest grup va començar a morir de fam i cansament i al final va començar a practicar el canibalisme amb els indígenes que els servien de guia. Alfinger va acabar morint el 31 de maig de 1533 en Chinácota, entre Pamplona i Cúcuta, per les fletxes dels indígenes chicarateros. La resta de la tropa, atès que l'expedició de recerca de rescat no tornava, va decidir prendre el camí de tornada.

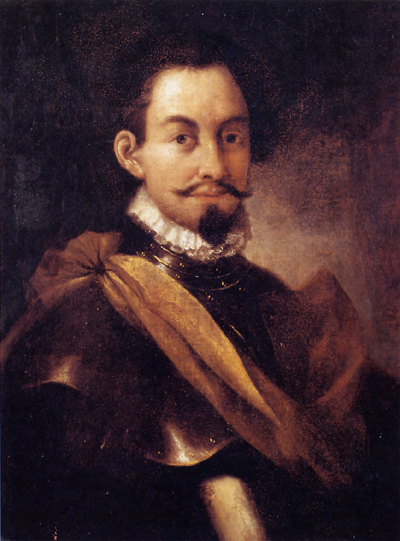
Philipp von Hutten, un dels conqueridors alemanys de Veneçuela.

El 1535 va arribar Georg Hohermuth a Coro al costat d'una tropa de 600 persones i Philipp von Hutten. Aquests van decidir enviar una força expedicionària cap a la zona de Barquisimeto. El 13 de maig van partir dos-cents soldats. Quan van arribar a Barquisimeto, les primeres tropes es trobaven en retirada perquè no podien dominar els grups indígenes. En total hi havia quatre homes del carrer i 40 cavallers a la recerca d'El Dorado. Els següents mesos van estar en permanent guerra amb els indígenes. Amb ell estaven Esteban Martín i Philipp von Hutten. Les tropes van prendre el camí de Acarigua. Les malalties tropicals i l'ambient tan distintinto al qual no estaven preparats conduir al fet que la meitat dels soldats malalt. Van haver d'esperar fins al gener de 1536 per continuar, amb només 150 soldats de peu i 49 de cavall. La resta es va quedar amb Andreas Gundelfingen al poble indígena de Ithibona. Georg Hohermuth va morir el 1540 i Philipp von Hutten fou nomenat nou governador. Philipp von Hutten va romandre fins al gener 1542 a Barquisimeto a l'espera que més homes s'unissin a la seva expedició. Llavors va procedir cap als Llanos i a l'agost arribà a Opía. Allà es va assabentar que les tropes de Quesada havien creuat cap als Andes a la recerca d'El Dorado i els va seguir fins al Nadal del 1542, quan va entrar en territori dels indis choques. Finalment el 1545 Philipp von Hutten va arribar a la conclusió que no podia conquerir la zona sense més reforços i va emprendre el retorn. L'administració dels Welser va trobar l'oposició dels castellans de l'àrea que els acusaven d'incomplir la tasca de colonització. El conflicte final en territori veneçolà va començar quan Juan de Carvajal, que vivia en Coro, es va dirigir el 1545 a la zona d'El Tocuyo amb diversos colons i allí es va posar a distribuir els indígenes segons el sistema d'encomienda. El 1546 en trobar allà la població fundada per Juan de Carvajal Hutten va reclamanr-li la seva acció i finalment Carvajal va capturar-lo a traïció i ordenà decapitar a Philipp von Hutten i a Bartholomäus V. Welser. Posteriorment Carvajal va acabar jutjat i fou penjat a la forca.
La presència espanyola a les costes de Veneçuela era precària. Després que l'explotació de perles comencés a col·lapsar en Margarida i es descobrissin noves fonts de riquesa a Mèxic, el govern espanyol es va enfocar en aquestes altres regions. És així com el 1561, quan el conqueridor rebel Lope de Aguirre va arribar a Margarida, va aconseguir prendre l'illa amb facilitat. La seva tropa va realitzar matances a l'illa. D'allí va navegar a Borburata el 7 de setembre. Des Borburata va començar un viatge per terra que el portaria a Barquisimeto, on va arribar el 22 d'octubre. En els següents dies es va produir una sèrie d'escaramuces amb els espanyols de la regió que el volien sotmetre. El 27 seria mort per un dels seus seguidors, no abans que hagués matat a la seva pròpia filla, que l'havia acompanyat en la seva travessia des del Perú. El 1567 Diego de Losada va entrar a la vall dels Caracas. Les tropes castellanes van tenir un enfrontament amb les tribus indígenes el 25 de juliol d'aquest any, la Batalla de Maracapana. Aquest es considera com el dia de fundació de la ciutat de Santiago de León de Caracas. El 8 de setembre del mateix any, Diego de Losada va fundar el port de Nuestra Señora de Carballeda a la costa. El 1569 Pedro Malaver de Silva va partir de Castella amb sis-cents soldats, dels quals uns 100 anaven amb les seves dones i fills, 300 esclaus, 200 cavalls, 500 vaques, 1000 ovelles i 200 cochinos i cabres per a colonitzar Veneçuela. Després d'un difícil viatge, va desembarcar a Margarita al maig de 1569. Allà es van quedar 150 colons. D'allí va partir a Borburata. Va passar a València i allà el van abandonar molts colons que venien amb les seves famílies. El 1576 Juan de Pimentel va arribar a Caraballeda per ser el nou governador, i d'allí va partir a la vall de Caracas, on el 1578 va decidir convertir la vila en la nova capital de la província de Veneçuela. Entre 1579 i 1580 Garci González de Silva va realitzar les darreres expedicions contra els indis Cumanagoto a la zona dels Valles del Tuy. Els indígenes d'aquestes regions van patir de manera massiva l'arribada de malalties per a les quals no tenien resistència immunològica. Entre les epidèmies més conegudes destaquen la de verola que va produir en 1580, pel que sembla quan un vaixell portuguès arribat de Guinea amb esclaus africans va portar l'epidèmia. També hi va haver altres epidèmies que van afectar les va delmar les poblacions indígenes a la darreria del segle xvi. A poc a poc, els indígenes van ser expulsats de les millors zones de cultiu. El 1583 la comarca de València va patir l'atac de tribus caribs que venien del sud i Garci González de Silva va rebutjar aquesta incursió.
Les darreres conquestes a Veneçuela foren a càrrec de Joan Orpí i del Pou; aquest el 1623, usant el pseudònim de Gregorio Izquierdo per fer-se passar per castellà, va embarcar-se com a soldat en una expedició destinada a defensar les riques salines d'Araya (Veneçuela). El 1624 Diego de Arroyo Daza, governador de la Provincia de Cumaná a l'actual Veneçuela nomenà a Orpí Tinent General de la província, lloc que ocuparia fins al 1627-28. Aquest mateix any, el tribunal de la Real Audiencia de Santo Domingo va reconèixer seu títol de llicenciat en Dret obtingut a Barcelona, cosa que, després de la seva estada a Cumaná, li va permetre d'exercir d'assessor jurídic a Caracas per encàrrec de la mateixa Audiència. El 1631 es trasllada a la Santo Domingo. Allà, la Reial Audiència va sol·licitar aspirants que poguessin portar a terme, amb els seus propis mitjans militars i econòmics, la conquesta de la zona habitada pels indis cumanogotos, que dificultaven les comunicacions i impedien el comerç entre les governacions de Veneçuela i Cumaná. Orpí va optar a realitzar aquesta missió i el desembre del 1631 li va ser finalment encomanada a ell i va fundar els assentaments de Santa María de Manapire i San Pedro Mártir, però li va ser revocada la concessió de la colonització i governació de les noves conquestes. Va reprendre l'exploració, conquesta i colonització, derrotant definitivament els cumanogotos el 1637. El febrer del 1638 va fundar Nueva Barcelona del Cerro Santo (l'actual Barcelona de Veneçuela). El territori que va agrupar sota el seu mandat s'estenia des de San Felipe de Austria (avui Cariaco) fins al Cabo Codera, i des d'aquest a l'Orinoco. No va poder expandir-lo més perquè va trobar una forta oposició de les governacions veïnes, els límits de les quals ja estaven prefixats, per bé que el seu lloctinent va fundar San Miguel de la Nueva Tarragona del Batey el 1645. Va anomenar la seva jurisdicció Nueva Cataluña, encara que posteriorment les autoritats de la Corona no van ratificar oficialment el nom.

## Catàstrofe demogràfica ameríndia i tràfic d'esclaus africans

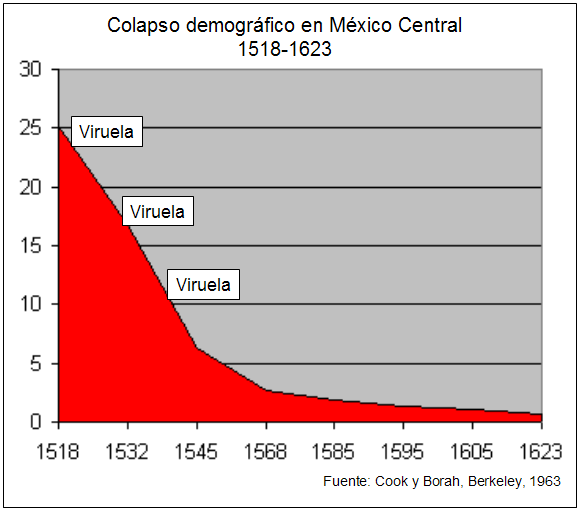
Evolució demogràfica a l'Amèrica Central.

Les noves terres descobertes foren reclamades per la Corona de Castella, i colonitzades per població castellana, ja que els habitants dels altres estats de la Monarquia d'Espanya eren estrangers a la Corona de Castella. Portugal, però, va reclamar també els nous territoris, doncs vaixells portuguesos havien arribat, inesperadament, a les costes del Brasil quan tractaven de circumnavegar l'Àfrica. Finalment el papa Alexandre VI va intervenir amb la signatura del tractat de Tordesillas, que va fixar el límit de les zones d'influència espanyola i portuguesa a 370 llegües a l'oest de les illes de Cap Verd (el meridià situat a 46° 37′ longitud oest); la zona occidental correspondria a Castella i l'oriental a Portugal. Així Castella es convertiria en propietària nominal de la major part del continent americà amb l'excepció d'una petita part del Brasil, corresponent a Portugal. El decret papal legitimava en part l'expansió pel nou territori, en missió evangelitzadora de la població indígena.
Mentrestant, la colonització d'Amèrica continuava. A més de la conquesta de l'Hispaniola, que va culminar a principi del segle xvi, els colons començaren a buscar nous assentaments. La convicció que hi havia grans territoris per colonitzar en les noves terres descobertes va produir l'afany per aconseguir noves conquestes. Des d'allà, Ponce de León va conquerir Puerto Rico i Diego Velázquez, Cuba. Alonso de Ojeda va recórrer la costa veneçolana i l'Amèrica Central. Diego de Nicuesa ocupà el que avui és Nicaragua i Costa Rica, mentre que Vasco Núñez de Balboa colonitzava Panamà i arribava al Mar del Sud (l'oceà Pacífic).

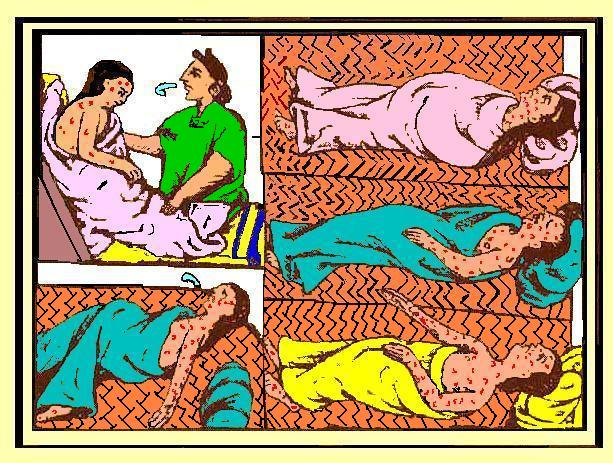
Epidèmia de verola reproduïda a la Historia general de las cosas de la Nueva España (1540-1585)

Hernan Cortés va conquerir l'imperi asteca, arribà a la Florida i explorà el Mississipi i, al sud, de Guatemala fins a Panamà; Francisco Pizarro dugué a terme la conquesta de l'Imperi Inca (1532) i n'incorporà a Castella els territoris des de Xile fins a Colòmbia. Es fundaren noves ciutats com Cartagena d'Índies (1553), Quito (1534), Lima i Guayaquil (1535), Asunción (1537), Bogotà (1538), Xuquisaca (1539), Santiago de Xile (1541), Mérida de Yucatán (1542), Potosí (1545), La Paz (1548), Caracas (1562). Els tlaxcalteques havien donat suport als conqueridors castellans per lluitar contra l'opressió asteca esperant ser lliurats del domini imperial; només serien lliurats dels sacrificis humans; al començament l'opressió dels conqueridors i dels encomendados va ser la mateixa, fent-los treballar en feines forçades en la recerca i extracció d'or i altres materials preciosos, fins que el rei Carles I de Castella va començar una reestructuració de l'administració de les colònies, amb la creació de l'Audiència i posterior virregnat de la Nova Espanya per tal d'evitar els abusos contra els indígenes. No obstant això, les guerres i l'esclavatge dels sobrevivents no van ser les úniques forces que van destruir la societat asteca: les pandèmies de les malalties portades pels conqueridors van ser molt més mortals. La primera epidèmia, de verola, el 1520 i 1521 va ser decisiva en la victòria dels espanyols en el setge de Tenochtitlan, matant a milers de residents. Les altres dues pandèmies, de verola el 1545 - 1548 i de tifus el 1576 - 1581 van matar el 75% de la població de Mesoamèrica. En conjunció, les guerres, l'esclavatge i les malalties van matar a més del 90% de la població original mexicana. S'estimava que la població abans de la conquesta era de 18 milions d'habitants; el 1581 era menor als 2 milions. La Nova Espanya del segle xvi va ser poc poblada, atès que molts pobles van ser exterminats. No obstant això, el matrimoni dels pocs sobrevivents i dels colonitzadors van formar un nou poble: el poble mexicà.
Des del punt de vista de la població ameríndia, l'organització Abya Yala manifesta que la conquesta i colonització va comportar un genocidi dels pobles que foren sotmesos; els exèrcits conqueridors provocaren l'aniquilació de les poblacions locals ja fos per atac directe com, majoritàriament, per les malalties com la verola que portaren castellans i portuguesos a Amèrica. Les cultures locals pràcticament desapareixeren, les llengües indígenes prohibides, i les creences religioses perseguides.
Amb l'arribada i conquesta d'Amèrica, per part dels europeus, es van traçar plans d'expansió que exigien mà d'obra barata. Al principi es va esclavitzar als pobles indígenes americans, però la legislació espanyola es va plantejar molt aviat la sol·licitud de l'esmentada pràctica (gràcies als escrits de Bartolomé de las Casas i de l'Escola de Salamanca), i va fer que s'importessin persones esclavitzades d'Àfrica, que a més tenien major resistència física i a les malalties, especialment les tropicals, començant així un comerç a gran escala d'esclaus africans: el comerç negrer o Maafa. A les colònies espanyoles d'Amèrica, els esclaus negres, però sobretot els indígenes, foren massivament utilitzades en les mines d'or, plata i coure. Els portuguesos van importar esclaus negres per a l'explotació dels jaciments aurífics de Minas Gerais descoberts a la darreria del segle xvii.
Al Perú, a les mines del Potosí, la població indígena patia una explotació infrahumana. Desenes de milers d'indígenes van ser sotmesos a la mita, un sistema d'esclavitud que ja era habitual en el incario, però l'ús van intensificar els espanyols, i va créixer encara més a instàncies del virrei Francisco de Toledo, davant la manca de mà d'obra per la mineria. Als mitayos (com es deia els indis sotmesos mita) se'ls feia treballar fins a 16 hores diàries, cavant túnels, extraient el metall manualment o a pic, etc. Eren molt freqüents els esfondraments i altres accidents, que ocasionaven la mort de centenars de treballadors. Les revoltes eren ofegades a sang i foc. És probable que fins a 15.000 indígenes hagin mort en l'explotació de la plata, entre 1545 i 1625. La producció de plata va arribar al seu punt màxim al voltant de l'any 1650, moment en el qual les vetes van començar a esgotar-se, i Potosí va entrar en un camí decadent del que no va poder recuperar-se mai.

## L'Imperi de la Casa d'Àustria

### Virregnat de Nova Espanya

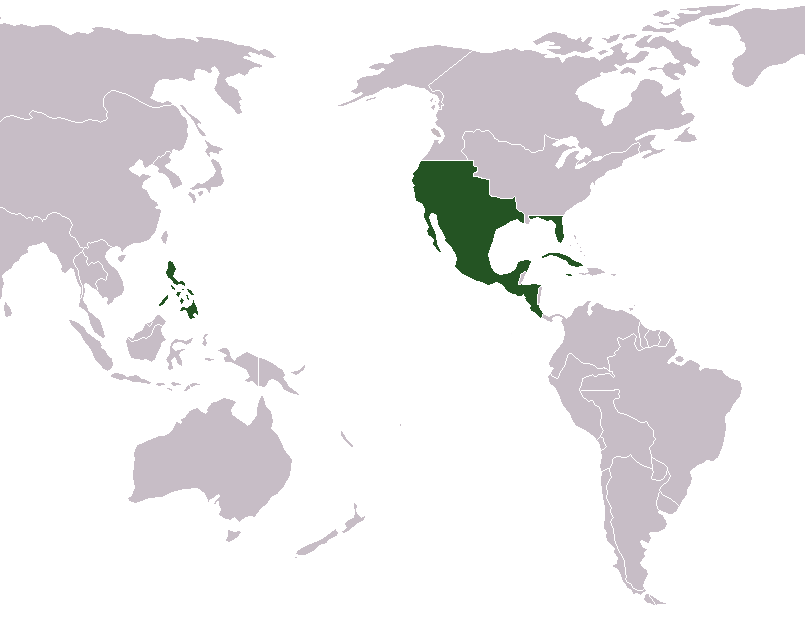
Mapa del Virregnat de Nova Espanya.

Les següents campanyes es dedicaren a conquerir les restes de l'imperi asteca i Mèxic es convertí en la base del virregnat de Nova Espanya (1531 - 1821). Després de la conquesta de Mèxic, Hernán Cortés va prendre el control del govern de Mèxic, el repartiment de les terres als conqueridors i la colonització. No obstant això, els flagrants abusos dels conqueridors van obligar l'emperador Carles V a instaurar una audiència com a òrgan de govern i administració dels nous territoris i en va ser designat com a president Nuño Beltrán de Guzmán. Després de la seva dolenta administració, es va adoptar per un virregnat, amb la centralització del poder en el virrei. A partir de llavors es va començar l'extensió dels territoris conquerits, originalment el centre-sud de Mèxic, cap a l'oest i al nord. El virrei exercia la seva autoritat per mitjà de l'Audiència de Mèxic, amb seu a la ciutat de Mèxic i capital del virregnat. S'hi van afegir l'Audiència de Santo Domingo, que s'havia creat el 1511, l'Audiència de Guatemala, creada el 1543 i l'Audiència de Nova Galícia (posteriorment coneguda com l'Audiència de Guadalajara), creada el 1548. Al nord, es trobaven els territoris de Califòrnia, Nou Mèxic, Texas, Coahuila, Nou Lleó i Nou Santander, també administrats pel virregnat. Després de la conquesta de les Filipines el 1565, projecte dut a terme directament des de la Nova Espanya, les illes van ser administrades políticament i econòmicament des de la ciutat de Mèxic. Durant el transcurs de la segona meitat del segle, Cristóbal de Olid, Pedro de Alvarado i Nuño Beltrán de Guzmán, s'apoderaren de gran part del territori mexicà, excepte el nord del país, on les tribus chichimeques perduraren fins a principis del segle xvii, quan foren exterminades.

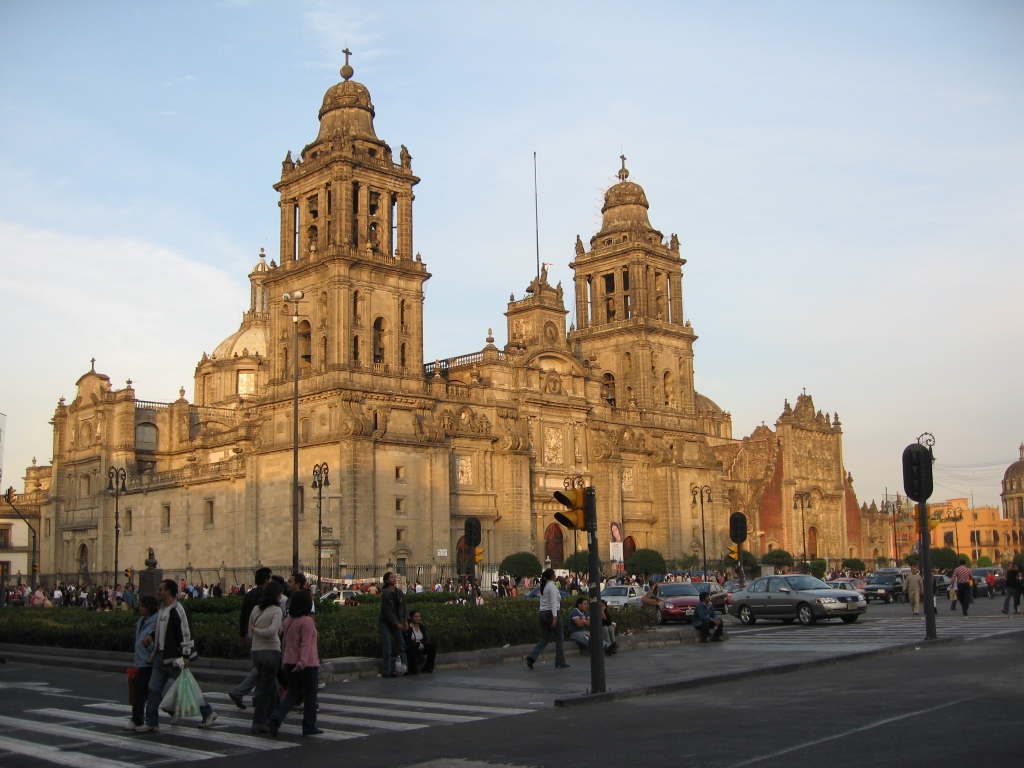
Catedral de la Ciutat de Mèxic

En aquest mateix segle, la feina dels capellans arribats a la Nova Espanya, permetí l'extenció dels nuclis poblacionals a Nou Lleó (Nuevo León), on es fundaren Cerralvo Cadereyta i Sabinas Hidalgo. La vida a la Nova Espanya va estar caracteritzada per l'explotació de les civilitzacions i els pobles indígenes per part dels conquistadors. Es va instaurar una societat de castes basada en diferències racials en què negres i indígenes eren tractats com a esclaus i l'oligarquia política i religiosa corresponia exclusivament als peninsulars, sense permetre que la societat criolla, mestissa, mulata o les seves variants pogués participar en la presa de decisions. El port de Veracruz va ser el principal port del virregnat a l'oceà Atlàntic i Acapulco, el principal port a les costes de l'oceà Pacífic. Ambdós ports van ser fonamentals pel comerç ultramarí, rebent mercaderies de l'Àsia i transportant-les cap a Espanya. Un dels bucs principals va ser el Galeón de Manila (Galió de Manila), també conegut com la Nao de China (Nau de la Xina), que realitzava dos viatges per any entre Manila i Acapulco. Les mercaderies que s'hi portaven, eren traslladades per terra cap al port de Veracruz, eren embarcades i sortien cap a Cadis, Espanya. A més de les mercaderies asiàtiques, s'embarcaven els productes de la Nova Espanya, principalment l'or i la plata. No obstant això, els recursos no van assolir el desenvolupament d'Espanya, ja que aquesta estava freqüentment involucrada en guerres a Europa. A més, les embarcacions eren atacades per les companyies de bucaners (anglesos), corsaris (neerlandesos) i pirates (diversos).

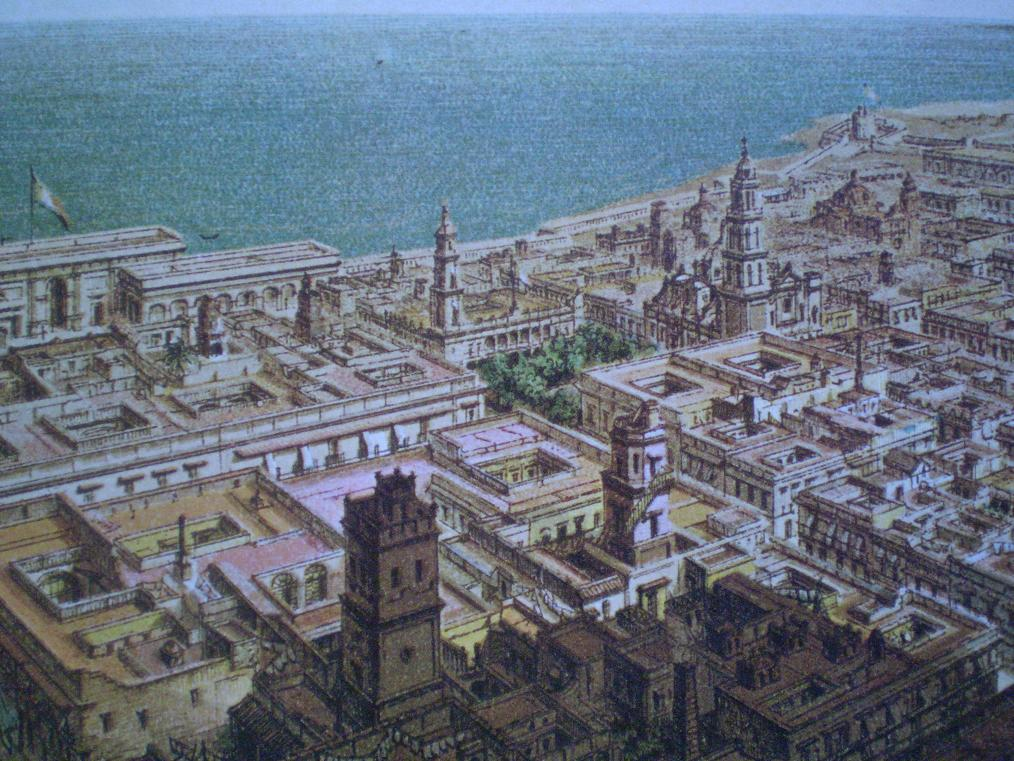
Port i ciutat de Veracruz.

Els virreis de Nova Espanya van viure el seu apogeu durant el segle xvii. El 1611, Luis de Velasco, en altre temps virrei del Perú, va enviar una delegació a visitar terres japoneses i establir contactes comercials amb el Japó, i així va néixer la Nau de la Xina, que durant tres-cents anys desembarcava a Acapulco les mercaderies provinents de territoris orientals. El marquès de Cerralvo, Rodrigo Pacheco Osorio, va ser acusat de corrupció i d'ineficàcia en el govern, ja que en el seu mandat al port de Veracruz va ser saquejat per pirates holandesos perdent-se en l'acte gran part dels cabals reals. A més, en sortir del càrrec va portar amb si més de tres-cents mil pesos or, i una perla amb diamants incrustats que va regalar al rei. Altres virreis que van patir l'atac de corsaris anglesos i holandesos van ser el virrei Armendáriz, que va organitzar l'armada de Sobrevent per aturar atacs de filibusteros anglesos a les costes novohispanes i el comte de Salvatierra, García Sarmiento de Sotomayor, qui va ordenar protegir les costes de Califòrnia i amb això lliurar d'assalts les naus procedents de la Xina. Cap a 1649 la quantitat de convents a la capital havia crescut a tal extrem, que els habitants es van veure en la necessitat d'enviar una carta al rei Felip IV de Castella demanant ja no es instauressin més centres a la capital, ja que guardaven desproporció amb el nombre d'habitants, però el rei es va negar a contestar. En maig d'aquest mateix any, es va efectuar l'acte de fe més gran registrat pels annals de la Inquisició espanyola, doncs van ser executats en una sola tarda més de cent cinquanta homes i dones acusats d'heretgia. El segle xvii en Nova Espanya es va caracteritzar per una època de pau constant, que només es veia interrompuda quan els indis s'aixecaven en armes, els més coneguts d'aquests cacics van Gaspar Yanga, cap de la revolta indígena de 1609. Les incursions de pirates en ciutats portuàries van ser molt freqüents, en 1678 van penetrar en Campeche i van ser detinguts a Alvarado, i el 15 maig de 1683, el corsari Lorencillo va prendre Veracruz. L'expansió va experimentar pocs canvis durant aquest segle, el més important va ser la fundació de la vila d'Albuquerque en el nord. Després de conèixer el naixement del príncep Felip Pròsper d'Àustria a 1657, el virrei va enviar una dotació de cents cinquanta mil pesos or anuals durant un termini de quinze anys, el que va acabar al morir el príncep en 1661. Durant el govern del virrei Gaspar de la Truja Sandoval, comte de Gálvez, l'armada de Sobrevent recórrer Texas per treure del seu territori als francesos, idèntic al que va passar a Santo Domingo.
| Dinastia       | Virregnat                 | Reial Audiència |
| -------------- | ------------------------- | --- |
| Casa d'Àustria | Virregnat de Nova Espanya | - Reial Audiència de Santo Domingo - Reial Audiència de Mèxic - Reial Audiència de Guatemala - Reial Audiència de Guadalajara - Reial Audiència de Manila                                                                                     |
| Casa d'Àustria | Virregnat del Perú        | - Reial Audiència de Panamà - Reial Audiència de Lima - Reial Audiència de Santa Fe de Bogotà - Reial Audiència de Charcas (fins a 1776) - Reial Audiència de Quito - Reial Audiència de Xile - Reial Audiència de Buenos Aires (fins a 1776) |

### La Flota d'Índies i el Galió de Manila

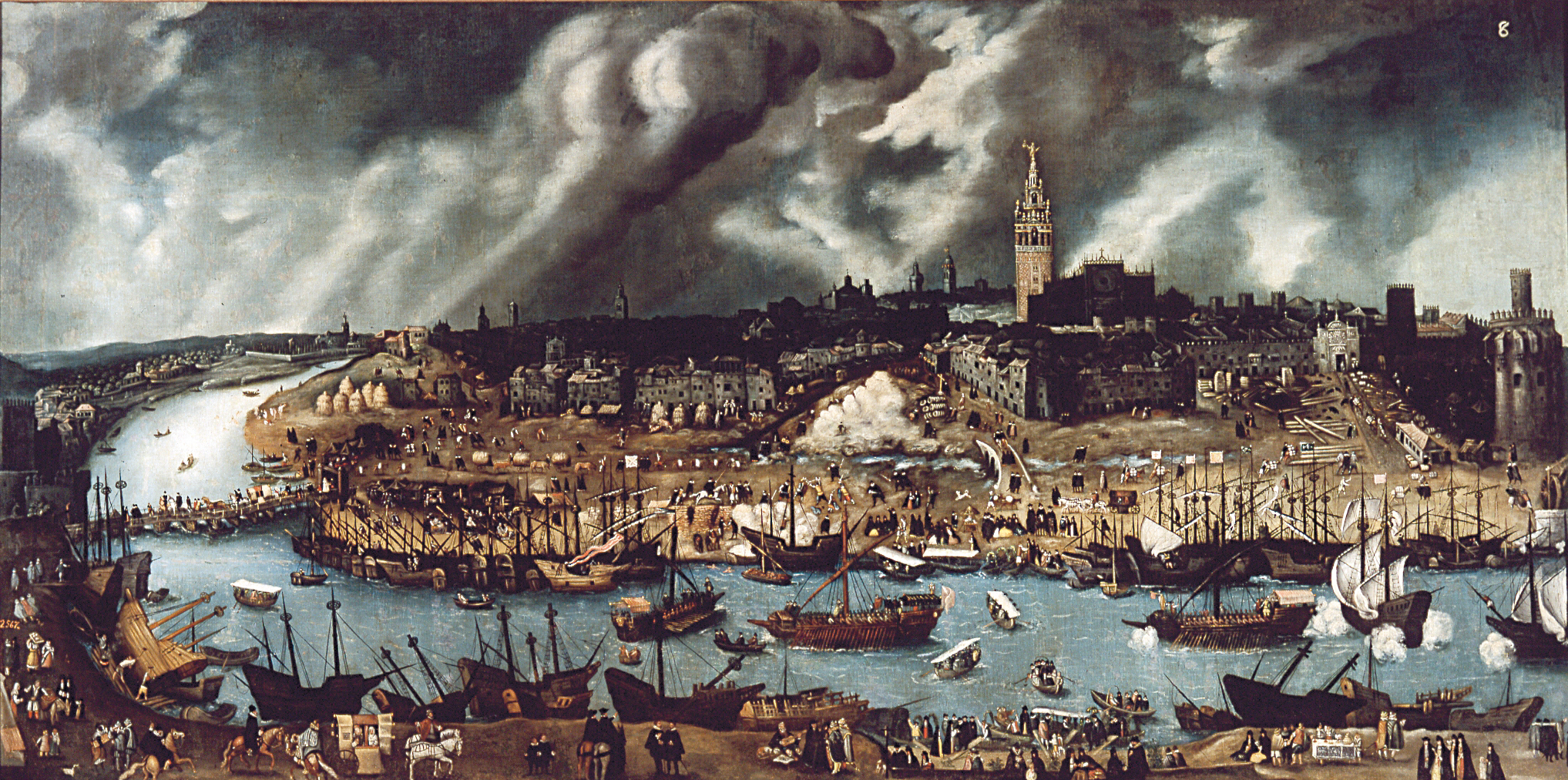
Imatge del port de Sevilla del

La Flota d'Índies era el mecanisme de funcionament del monopoli comercial espanyol amb Amèrica i va constituir l'essència de l'anomenada Carrera d'Índies, que englobava tot el comerç i la navegació d'Espanya amb les seves colònies. Durant els segles xvi a xviii, les flotes d'Índies portaven les riqueses del virregnat de Nova Espanya i el virregnat del Perú a la Corona de Castella. Els productes transportats eren argent, or, gemmes, espècies, cacau i altres. Els galions sortien de la ciutat de Veracruz, al Golf de Mèxic, i arribaven a Sevilla pel Guadalquivir (més tard a Cadis). A la dècada de 1520, i causa de l'increment de la pirateria anglesa i francesa, es va decidir organitzar un sistema de combois per augmentar la seguretat del transport. La idea era establir dues flotes diferents, ambdues compostes per galions fortament armats amb canons i vaixells mercants (carraques) per portar la càrrega. Les dues flotes sortien cada any de Sevilla (després Cadis), i anaven una a Veracruz i l'altra a Amèrica del Sud (Cartagena d'Índies, en l'actual Colòmbia, i Nombre de Dios i Portobelo, en l'actual Panamà). Després de completar la descàrrega dels seus productes (productes manufacturats, però després també esclaus), les flotes es reunien a l'Havana, a l'illa de Cuba, per al viatge de tornada.

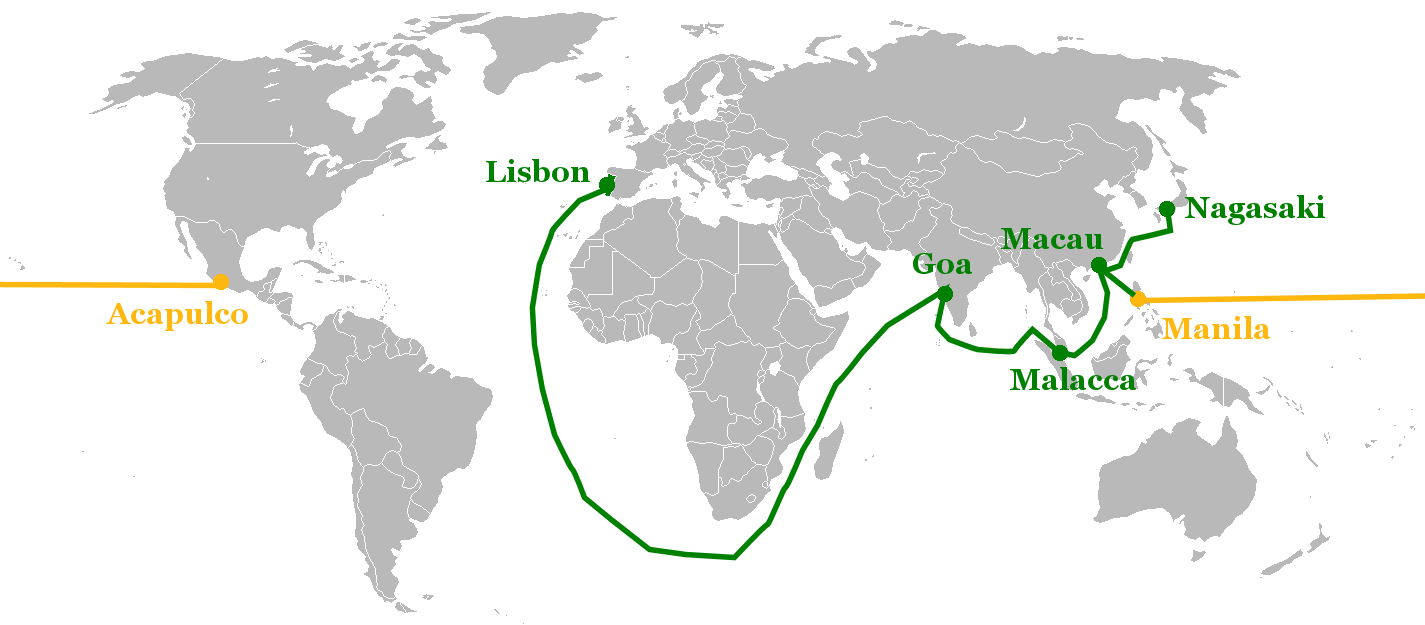
La ruta comercial Manila-Acapulco es va iniciar el 1568 (groc) i la ruta comercial rival portuguesa de l'est (verd) des 1479-1640 (el mapa reflecteix només en esquema, sense precisió, les rutes de navegació seguides pels vaixells).

El comerç amb les colònies espanyoles estava fortament controlat per llei i els regnes castellans d'Índies només podien comerciar amb un port de la Corona de Castella (primer Sevilla, després Cadis). Els anglesos, holandesos i francesos van tractar de trencar el monopoli, però aquest va durar durant més de dos segles. Gràcies al monopoli, Espanya es va convertir en el país més ric d'Europa. Aquesta riquesa va permetre sufragar sobretot les guerres contra els protestants del centre i nord d'Europa. També va causar una enorme inflació en el segle xvi, el que pràcticament va destruir l'economia castellana. Al costat dels enviaments de particulars, la flota portava el «Cinquè del Rei», un impost del 20% en els metalls preciosos i els enviaments de particulars. Diversos descobriments arqueològics suggereixen que la quantitat de metalls realment transportats era molt més gran que la declarada en l'Arxiu General d'Índies: els mercaders recorrien al contraban ia la corrupció per evitar pagar aquest cinquè. Al segle xvii, el sistema econòmic va començar a declinar per diversos motius. Primer, per les tempestes: les de 1622 (incloent el Nuestra Señora de Atocha), 1715 i 1733 van ser destruïdes per huracans al Carib. Segon, pels pirates, ja fossin establerts com a tal (corsaris) o vaixells militars de potències estrangeres. Tercer, per la caiguda en la producció de metalls preciosos a Amèrica. Les flotes van passar de 17 vaixells el 1550 a 100, més gran, cap a la fi delsegle xvi. A mitjan segle xvii constaven d'uns 25 vaixells, i van continuar disminuint de mida. L'amenaça de les potències colonials rivals va augmentar quan aquestes van poder establir bases en el Carib. El Regne d'Anglaterra va ocupar Saint Kitts i Nevis a 1624, i les Províncies Unides, Curaçao a 1634. La flota de 1628 va ser capturada per l'holandès Piet Hein a la batalla de la Badia de Matanzas, durant la Guerra dels Vuitanta Anys, i les de 1656 i 1657 van ser capturades pels anglesos Richard Stayner i Robert Blake durant la guerra anglo-espanyola. La de 1702 va ser destruïda durant la Batalla de Rande.

La flota d'Índies tenia un equivalent en el galió de Manila, també anomenat galió d'Acapulco, que transaccionava el comerç entre el virregnat de Nova Espanya i Filipines. Es feia servir per canviar béns xinesos per plata mexicana, a través del port d'Acapulco una o dues vegades per any. D'allà es contactava mitjançant transport terrestre amb Veracruz i posteriorment eren reembarcades de Veracruz cap a les ciutats castellanes de Sevilla i Cadis. El galió de Manila-Acapulco va començar quan Andrés de Urdaneta, navegant en un comboi comandat per Miguel López de Legazpi, va descobrir una ruta de tornada des de l'Illa de Cebú a Mèxic el 1565. Intentant tornar a la flota, alguns es van dividir en direcció sud. Urdaneta va raonar que els vents alisis del Pacífic podrien moure's en un bucle com feien els vents de l'Atlàntic. Si en Atlàntic els vaixells donaven una volta àmplia (la Volta Do Mar) cap a l'oest per recollir els vents que els portaven de tornada de Madeira, llavors, va pensar, navegant més cap al nord abans de dirigir a l'est anava a recollir els vents alisis que el durien de tornada a la costa oest d'Amèrica del Nord. Encara que es va embarcar a 38 graus Nord abans de virar cap a l'est, el seu pressentiment va donar els seus fruits, i va arribar a la costa prop de Mendocino, en l'actual Califòrnia, i després va seguir la costa sud, fins San Blas i després a Acapulco, havent descobert el corrent de Kuro-Siwo. La major part de la seva tripulació va morir en el primer viatge llarg, ja que no portaven provisions suficients. Els vaixells sortien d'Acapulco, dirigint-se a les Filipines amb escala a Guam i tornant després de donar una volta al nord per tal de seguir l'esmentada corrent de Kuro-Siwo. Els vaixells que salpaven de Veracruz anaven generalment carregats de mercaderies d'Orient procedents dels centres comercials de les Filipines, més els metalls preciosos i recursos naturals de mèxic, Amèrica Central i el Carib, i va continuar fins a 1815 quan la Guerra d'Independència de Mèxic va posar un final permanent a la ruta comercial galió.

## Sota l'absolutisme borbònic
Carles II nomenà hereu de la Monarquia d'Espanya al jove Felip V però aquest no estava preparat per dirigir la monarquia i no va ser excessivament ben rebut en Espanya quan els cortesans van començar a veure que era abúlic, cast, piadós, molt seguidor dels desitjos del seu confessor i melancòlic. El desig dels altres poders per Espanya i les seves possessions o podien tancar-se amb el testament reial. Per la qual cosa els enfrontaments eren gairebé inevitables; l'arxiduc Carles d'Àustria no es va resignar, començant així la Guerra de Successió Espanyola (1702 - 1713). Aquesta guerra i les negligències comeses en ella van portar a noves derrotes per les armes espanyoles, arribant al propi territori peninsular. Així es perdé Orà, Menorca i Gibraltar. En el tractat d'Utrecht (1713), les potències europees decidiren quin seria el futur d'Espanya amb relació a l'equilibri de poder. El nou rei de la casa de Borbó, Felip V, va cedir el Regne de Sicília i part del territori del Milanesat als Savoia; i els altres territoris continentals (Comtat d'Holanda, Regne de Nàpols, Milanesat i Regne de Sardenya) a l'Arxiducat d'Àustria. I Gibraltar i Menorca a Anglaterra, així com la possibilitat de comerciar amb les Índies Occidentals.
Amb el monarca Borbó es van enquistar al llarg del segle xviii les antigues idees mercantilistes franceses del segle xvii basades en una monarquia absoluta que controlava centralment l'economia. Les seves majors preocupacions van ser trencar el poder de l'aristocràcia criolla i debilitar el control territorial de la Companyia de Jesús: els jesuïtes van ser expulsats de l'Amèrica espanyola el 1767. A més dels consolats americans ja establerts a la Ciutat de Mèxic i Lima, s'hi establiren el de Veracruz i Guadalajara. Entre 1717 i 1718 les institucions del govern de les Índies, el Consell d'Índies i la Casa de Contractació, es van traslladar de Sevilla a Cadis, que es va convertir en l'únic port de comerç amb les Amèriques.
Els òrgans executius foren sotmesos a la sobirania directa del monarca absolut a través de les secretaries d'Estat que serien l'embrió dels futurs ministeris. Es va reformar el sistema de duanes i aranzels, i es va crear el cadastre (encara que no va arribar a reformar-se totalment la política contributiva). També es va reestructurar l'exèrcit en regiments en lloc de terços i es van unificar les diferents flotes i arsenals de l'Armada. A aquestes reformes s'hi implicaren homes com José Patiño, José Campillo o Zenón de Somodevilla. A aquestes reformes va seguir una nova política revanchista que buscava recuperar els dominis entregats al Tractat d'Utrecht. Espanya es va enfrontar amb Portugal per la Colonia del Sacramento, a l'actual Uruguai, que era la base del contraban britànic pel Riu de la Plata. El 1750 Portugal va cedir la colònia a Espanya a canvi de set de les trenta reduccions guaranís dels jesuïtes a la frontera amb Brasil. Els espanyols van expulsar-ne als jesuïtes, generant un conflicte amb els guaranís que va durar onze anys.

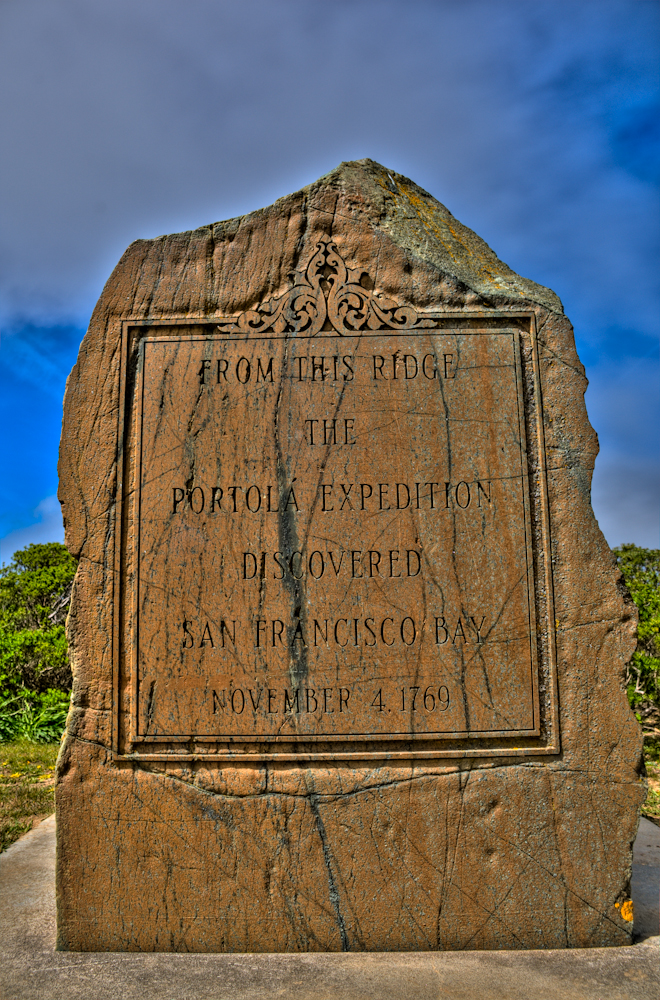
Monument dedicat a Gaspar de Portolà i Rovira, explorador de Califòrnia (1767 al 1770) i fundador de San Diego i Monterey.

El desenvolupament del comerç naval promogut pels Borbons a Amèrica va ser interromput durant la Guerra dels Set Anys (1756 - 1763) en què Espanya i França es van enfrontar a Gran Bretanya i Portugal per conflictes colonials. Els èxits espanyols al nord de Portugal es van veure eclipsats per la presa anglesa de l'Havana i Manila. Finalment el Tractat de París (1763) va posar fi a la guerra. Amb aquesta pau Espanya va recuperar Manila i L'Havana encara que va retornar a Portugal la Colonia del Sacramento. A més França va entregar la Luisiana a l'oest del Mississipi, inclosa la seva capital, Nova Orleans i Espanya va cedir la Florida a Gran Bretanya. En qualsevol cas, el segle xviii va ser un període de prosperitat a l'imperi d'ultramar gràcies al creixement constant del comerç, sobretot durant la segona mitat del segle, degut a les reformes borbòniques. Les rutes d'un sol vaixell en intervals regulars van ser lentament reemplaçades per l'antic costum d'enviar a les flotes d'Índies, i durant la dècada de 1760 hi havia rutes regulars entre Cadis, L'Havana i Puerto Rico i en intervals més llargs amb el Riu de la Plata, on s'havia creat un nou virregnat el 1776. El contraban, que va resultar molt perjudicial per a l'imperi dels Habsburg, va disminuir quan es van posar en marxa les naus de registre.
El 1777 una nova guerra amb Portugal va acabar amb el Tractat de San Ildefonso, pel qual Espanya recobrava la Colonia del Sacramento i guanyava les illes d'Annobon i Fernando Poo, en aigües de Guinea a canvi de retirar-se de les seves noves conquestes al Brasil. Posteriorment, dos fets van commocionar l'Amèrica espanyola i al mateix temps demostraven l'elasticitat del nou sistema reformat: l'aixecament de Tupac Amaru al Perú el 1780 i la rebel·lió a Veneçuela. En la dècada del 1780 el comerç interior a l'Imperi va tornar a créixer i la seva flota es va fer molt major i rendible. La fi del monopoli de Cadis pel comerç americà va suposar el renaixement de les manufactures espanyoles. El fet més notable va ser el ràpid creixement de la indústria tèxtil a Catalunya, que a final de segle mostrava signes d'industrialització amb una ràpida i sorprenent adopció de màquines de filar, convertint-se en la més important indústria tèxtil del Mediterrani. La productivitat agrària es va mantenir baixa a pesar dels importants esforços per introduir nova maquinària per a la població rural.
La recuperació gradual de les guerres es va veure de nou interrompuda per la participació espanyola a la Guerra de la Independència dels Estats Units (1779 - 1783), donant suport als estats revoltats i l'enfrontament conseqüent amb Gran Bretanya. El tractat de Versalles de 1783 va suposar de nou la pau i la recuperació de Florida i Menorca així com l'abandonament britànic de Campeche i la Costa de Los Mosquitos al Carib. No obstant això, Espanya va fallar en el seu intent de recuperar Gibraltar. Amb la Convenció de Nutka (1791), es va resoldre la disputa entre Espanya i Gran Bretanya sobre els assentaments britànics i espanyols a la costa del Pacífic, delimitant-se així la frontera entre els dos estats. Aquest mateix any el rei Carles IV ordenà a Alessandro Malaspina buscar el pas del Nord-oest (Expedició Malaspina).
Poc després es va derrotar els anglesos durant la Guerra de l'orella de Jenkins en el seu intent per conquistar l'estratègic emplaçament de Cartagena d'Índies.
| Dinastia      | Virregnat                                        | Reial Audiència |
| ------------- | ------------------------------------------------ | --- |
| Casa de Borbó | Virregnat de Nova Espanya                        | - Reial Audiència de Santo Domingo - Reial Audiència de Mèxic - Reial Audiència de Guatemala - Reial Audiència de Guadalajara - Reial Audiència de Manila                                                                                      |
| Casa de Borbó | Virregnat del Perú                               | - Reial Audiència de Panamá - Reial Audiència de Lima - Reial Audiència de Santa Fe de Bogotà - Reial Audiència de Charcas (fins a 1776) - Reial Audiència de Quito - Reial Audiència de Chile - Reial Audiència de Buenos Aires (fins a 1776) |
| Casa de Borbó | Virregnat de Nova Granada (1717–1723; 1739–1810) | - Reial Audiència de Santa Fe de Bogotà - Reial Audiència de Quito - Reial Audiència de Panamá |
| Casa de Borbó | Virregnat del Riu de la Plata (1776)             | - Reial Audiència de Buenos Aires - Reial Audiència de Charcas |

## Decadència de l'Absolutisme Borbònic

Guerres d'independència americanes
Monarquia Absoluta Borbònica
Sota control independentista
Sota control independentista
Espanya dominada per França
Regne constitucional d'Espanya

Després de la Revolució Francesa del 1789, Espanya es va unir als estats absolutistes per combatre-hi la revolució. Un exèrcit dirigit pel general Ricardos va ocupar el Rosselló, però tan sols uns anys després, el 1794, va ser expulsat per les tropes franceses que van seguir avançant més enllà dels Pirineus. L'ascens de Godoy com a primer ministre va comportar una política de pacificació amb França: amb la pau de Basilea de 1795 es va aconseguir la retirada francesa a canvi de la meitat de l'illa de L'Espanyola (l'actual Haití). El 1796 se signà el tractat de Sant Ildefonso, que va suposar una aliança amb la França napoleònica en contra de Gran Bretanya. El combat naval del cap de Sant Vicenç va acabar amb la victòria per a la flota britànica, que posteriorment patí diversos fracassos a Cadis i Santa Cruz de Tenerife. El 1802 es va signar la Pau d'Amiens a través de la qual Menorca tornava al domini espanyol. Aviat es van reprendre les hostilitats, duent-se a terme el projecte napoleònic d'una invasió a través del Canal de la Mànega. Però la destrucció de la flota espanyola va arruïnar el pla i va posar en compromís la capacitat de mantenir l'imperi.
El 1808 Napoleó es va aprofitar de les disputes entre el rei espanyol Carles IV i el seu fill, el futur Ferran VII, per obligar-los a cedir-li el tron, de manera que Espanya va ser presa per Napoleó sense disparar ni una bala. Quan Napoleó va decretar el Bloqueig Continental, Espanya va col·laborar amb França en l'ocupació de Portugal, que va rebutjar sotmetre's a la voluntat de Napoleó. D'aquesta manera les tropes franceses van entrar al territori de l'Estat, prenent posicions en guarnicions de la frontera. Després de la derrota de Trafalgar, Espanya es va trobar amb una armada amb dificultats per enfrontar-se a l'anglesa i es va tallar la comunicació amb ultramar. El 2 de maig de 1808 es va produir un aixecament popular, en el que els espanyols contraris al domini francès es van organitzar en milícies (Juntas) i arreu del territori es varen anar succeint les accions contra els francesos derivant en una guerra (Guerra del Francès). De manera similar, es van començar a organitzar juntes a les colònies americanes, donant suport al rei Ferran, que eventualment, es convertirien en forces insurgent per independitzar-les d'Espanya.

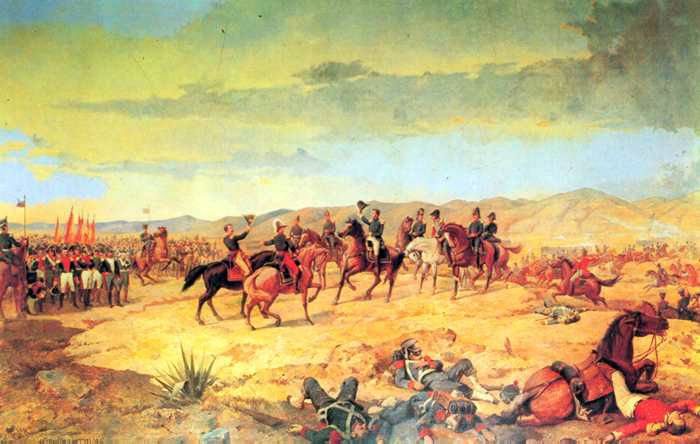
Batalla d'Ayacucho (1824). Decisiva victòria de l'Ejército Unido Libertador amb la capitulació del virrei del Perú que donava fi a les grans campanyes d'Amèrica del Sud.

Les guerres d'independència de les colònies hispanoamericanes van començar a desencadenar-se quan les disputes pel tron entre el rei espanyol Carles IV i el seu fill el futur Ferran VII van ser aprofitades per Napoleó per obligar-los a abdicar a Baiona el 1808, establint com a rei a José Bonaparte, després Ferran va quedar captiu. Davant l'absència d'una autoritat a Espanya i l'exili de Ferran VII, els pobles hispanoamericans, sota la direcció dels criolls, van començar una sèrie d'insurreccions contra les autoritats colonials. La primera insurrecció es va produir el 25 de maig de 1809 a la ciutat de Chuquisaca al Virregnat del Riu de la Plata, al que van seguir aixecaments a tot el continent per formar juntes d'autogovern. A la Nova Espanya, a diferència de les altres colònies espanyoles, la junta d'insurrecció dels criolls, que es reuniria a la ciutat de Mèxic el 1808, va aturar qualsevol intent d'independència, amb la intenció de romandre com a territori de la corona espanyola, atesa la presència d'un percentatge molt considerable de població criolla i peninsular. La independència, per tant, durant 10 anys, va estar a càrrec dels contingents republicans formats per mestissos i indígenes.
Les autoritats espanyoles a Amèrica, després que el rei Ferran VII recuperés la corona el 1814, van reprimir durament les juntes d'autogovern en ser considerades il·legals. Els moviments populars a les colònies espanyoles, inspirats per la Guerra de la Independència dels Estats Units, van profunditzar les insurreccions per enfrontar-se obertament al rei espanyol a una guerra d'àmbit continental amb l'objectiu d'establir repúbliques independents. A la Guerra d'Independència Hispanoamericana Simón Bolívar es va destacar com un important líder dels sollevats. Cuba i Puerto Rico van romandre sota la dominació colonial. Des de 1814 al 1830, i després de complicats processos polítics, les colònies espanyoles a Amèrica van per formar diverses nacions independents: Argentina, Bolívia, Colòmbia, Costa Rica, Cuba, Xile, Equador, Mèxic, Paraguai, Perú, les Províncies Unides d'Amèrica Central, la República Dominicana, l'Uruguai i Veneçuela.

## Del neocolonialisme al «desastre del 98»

### La Guerra d'Àfrica

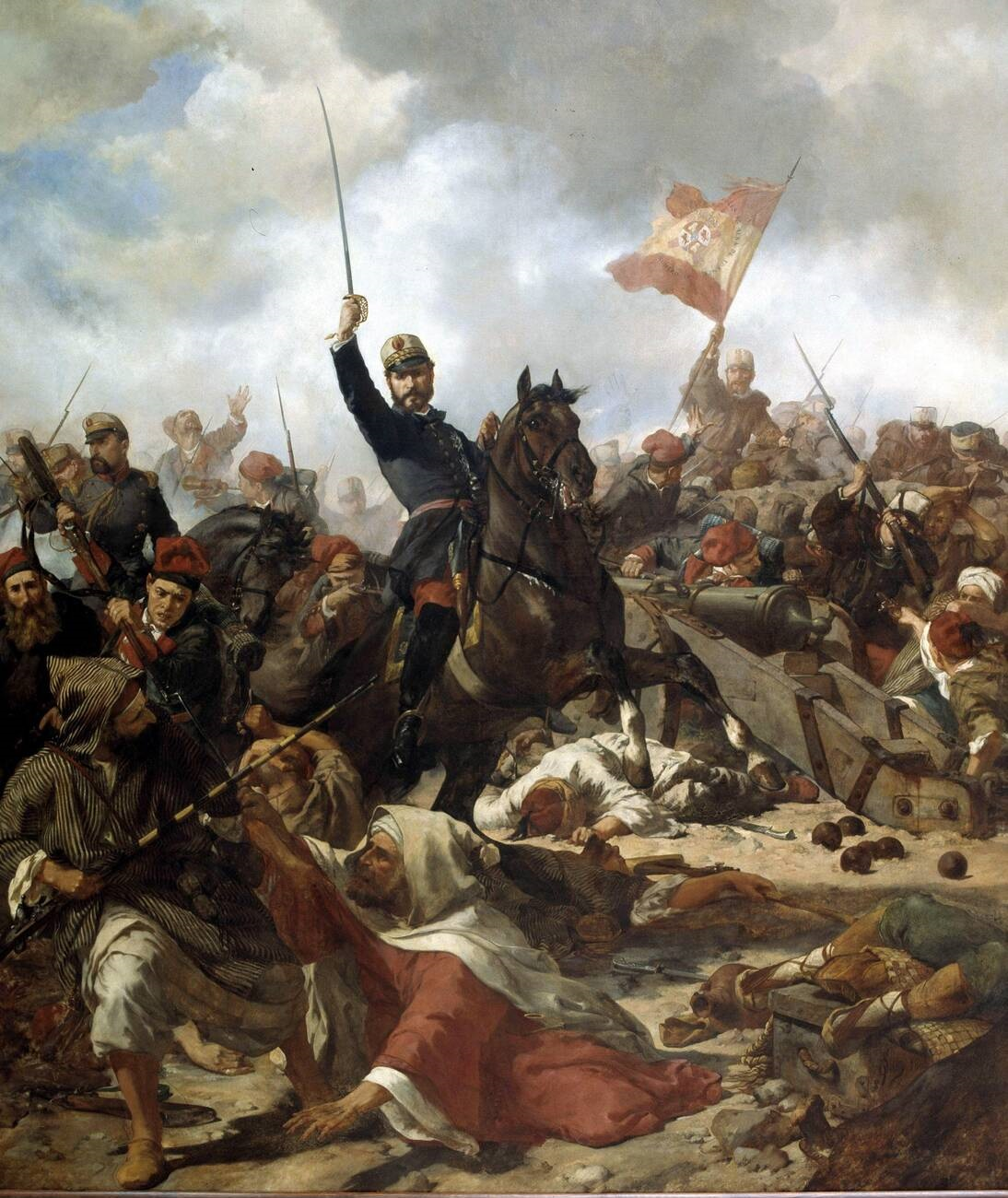
El general Joan Prim amb el Batalló de Voluntaris Catalans a la batalla de Tetuán (1860).

A Espanya, la Guerra de la Independència va ser seguida per la monarquia absoluta i finalment el 1833 la instauració del Regne constitucional d'Espanya. En aquesta època destaca la tasca de Leopoldo O'Donell responsable de la construcció del primer ferrocarril a Espanya, l'annexió de territoris marroquins i la de Saigon. Des del 1848 els assassinats, pirateries i altres incidents amb les tribus frontereres de les Illes Alhucemas, Ceuta i Melilla havien esdevingut. El 1859 el comandant de Ceuta, d'acord amb el govern, va començar a construir una sèrie de fortins a la rodalia de Ceuta, el primer al començament del mes d'agost a Santa Clara. El dia 10 les obres foren destruïdes per la kabila d'Anyera, però els espanyols van seguir amb la seva tasca i van entrar en territori marroquí per tallar arbres, i van plantar les pedres de delimitació de manera arbitrària. El 5 de setembre de 1859 el govern O'Donnell va enviar una dura nota de protesta al sultà i aquest va acceptar les imposicions espanyoles de reposició de les pedres de límit eliminades, incloent-hi les que es van mencionar en una nota aclaridora el 3 d'octubre, però el govern espanyol volia la guerra i el 15 d'octubre va comminar al Marroc a iniciar les obres tal com s'exigia a la nota del dia 5 del mes anterior. El sultà va protestar educadament però O'Donnell va respondre amb una nota violenta reiterant les exigències i l'extensió de la frontera de Ceuta fins a la serralada de Bullones. El 3 de novembre O'Donnell fou nomenat comandant de les forces a l'Àfrica, amb tres cossos d'exèrcit dirigits pels generals José Ortiz Echagüe, Juan Zavala de la Puente i Antonio Ros de Olano, i una divisió de reserva dirigida per Joan Prim i Prats i una divisió de cavalleria manada per Antonio Alcalá Galiano, en total 40.000 homes i va començar la Guerra d'Àfrica (1859-1860).
Seguiren la batalla de Castillejos, la batalla de Tetuan i la batalla de Wad-Ras. Després d'aquesta els marroquins van quedar desmoralitzats i el dia 24 de març es van reprendre les negociacions de pau. O'Donnell va concedir dos dies per acceptar els seus termes, i el dia 25 de març Muley Abbas es va presentar al campament espanyol, i va acceptar amb l'única condició que Tetuán només estaria en poder d'Espanya temporalment, fins al pagament de la indemnització de guerra. El dia 26 de març de 1860 es va signar a Tetuán l'anomenat tractat de Wad-Ras o de Tetuán, que posava fi a la guerra, sense satisfer a ningú, ja que els espanyols pensaven que era poc per la victòria obtinguda, i els marroquins que havien de pagar una indemnització desproporcionada a la seva capacitat econòmica. El tractat de comerç que es va signar no va beneficiar a Espanya sinó a societats d'altres països principalment Gran Bretanya i França. La cessió de Santa Cruz de la Mar Pequeña, fixada al tractat, no va anar seguida d'una ocupació i només va ser font de futurs problemes.

### Guerres de Cuba i Filipines

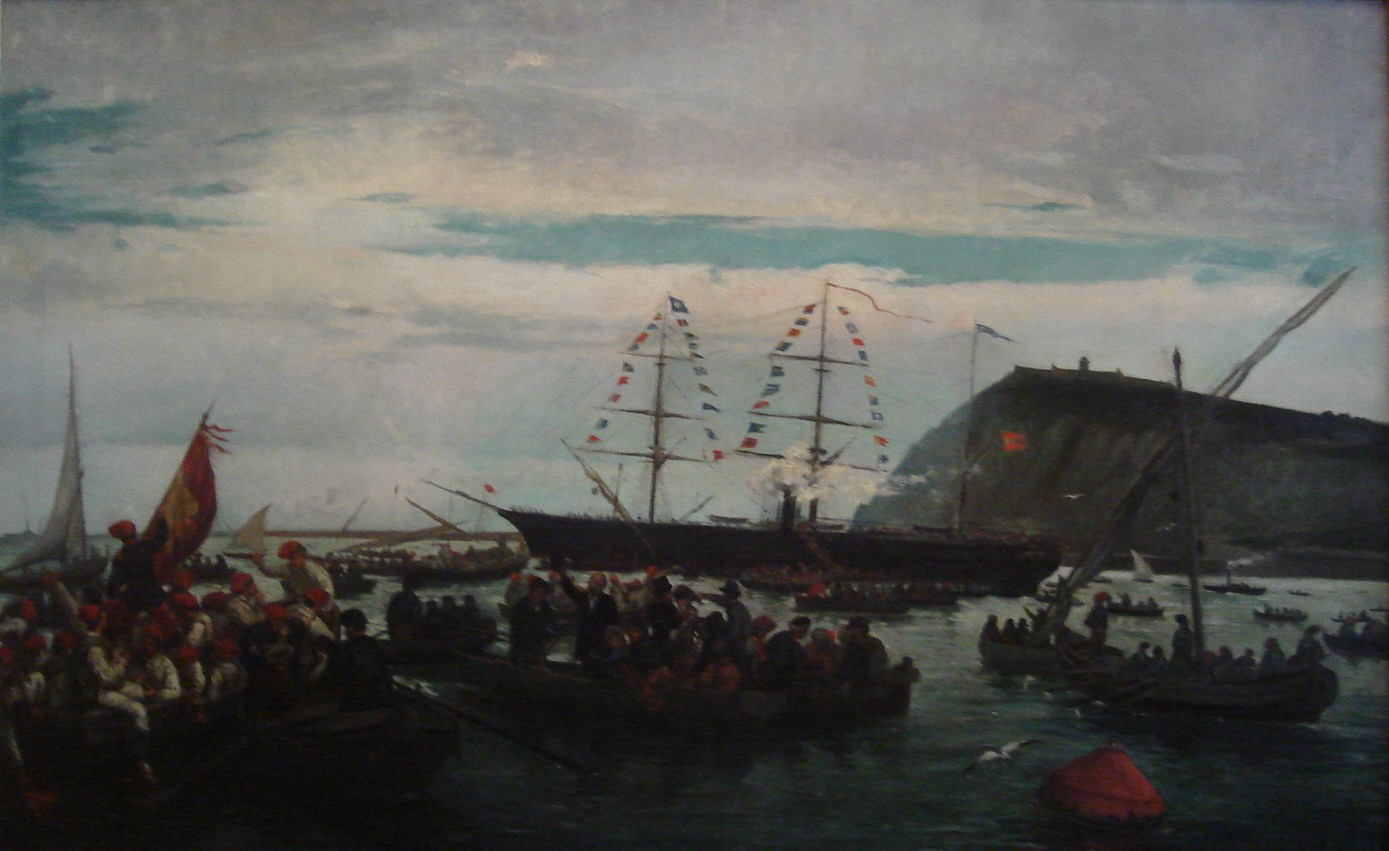
Embarcament dels Voluntaris catalans al port de Barcelona per anar a la Guerra de Cuba (1868-1878).

El 1868 va esclatar la Guerra dels Deu Anys (1868 - 1878), que fou la primera guerra d'independència cubana contra les forces reialistes espanyoles. La guerra va començar amb el Crit de Yara, en la nit del 9 al 10 d'octubre de 1868, a la finca La Demajagua, que pertanyia a Carlos Manuel de Céspedes. Va acabar deu anys més tard, sense que s'hagués assolit la independència de Cuba. Aquesta guerra va tenir un caràcter anticolonialista, antiesclavista i d'alliberament nacional. A més des del punt de vista cultural va ajudar que el sentiment de nacionalisme s'afermés. Es va lluitar pel progrés de l'economia i societat, perquè va tenir caràcter contracultural (va procedir d'una subcultura que es va convertir en un moviment contracultural que tractava d'enderrocar una cultura hegemònica que representava una trava per al desenvolupament de Cuba i del món). La guerra comença quan Céspedes dona la llibertat als seus esclaus i llegí la Declaració d'Independència (o manifest del 10 d'octubre), el 10 d'octubre de 1868.
Amb l'experiència de la Guerra dels Deu Anys, un major suport de les forces polítiques independentistes cubanes i una major consciència nacional, els alliberadors conceberen la campanya "Invasió d'Occident" que tenia la fi de prendre's aquest sector de l'illa. No va ser difícil sotmetre l'Orient de Cuba on les forces realistes van tenir grans dificultats per a contenir els independentistes. No obstant això, José Martí i Antonio Maceo van morir en la lluita: Martí gairebé a l'inici de la guerra (19 de maig del 1895) i Maceo en una emboscada a l'oest de l'Havana el 7 de desembre de 1897 (episodi que narrà el cap del seu Estat Major, el català Josep de Miró i Argenter). Les tropes independentistes albiraven la victòria final quan la guerra prendria altre rumb: El cuirassat nord-americà Maine, que estava de visita a la Badia de l'Havana va explotar. Aquest fet va significar l'entrada dels Estats Units en el conflicte donant lloc a la Guerra Hispano-estatunidenca. La declaració de guerra a Espanya no es va deixar esperar i els combats que abans es van centrar en terra, es traslladaren al mar: Les flotes realistes no van poder respondre als moderns cuirassats nord-americans. La presa de Santiago de Cuba i la superioritat militar de les tropes nord-americanes van obligar els espanyols a rendir-se en 1898. El succés va obrir pas a l'ocupació nord-americana de Cuba fins a 1902. En el Tractat de París, Espanya cedia les seves colònies (Cuba, Puerto Rico i Filipines) als Estats Units. L'exclusió dels representants de les tres colònies va evidenciar l'ànim colonialista dels Estats Units, encara que les forces independentistes d'aquests països van dur el major pes de la guerra.

## La decadència final amb el Franquisme

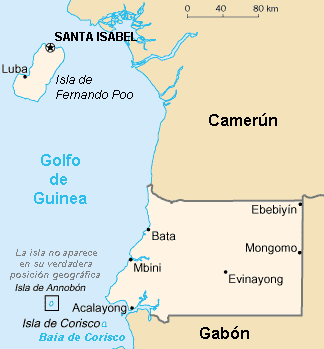
Guinea Espanyola (1885-1968).

El 1848, les tropes espanyoles van conquerir les Illes Chafarinas. La pèrdua de la major part de l'Imperi Americà va portar a Espanya a bolcar-se cada vegada més en els seus dominis a Àfrica, sobretot després de la traumàtica derrota contra els Estats Units el 1898. El 1860, després de la guerra amb Marroc, aquest país va cedir Sidi Ifni. Les següents dècades de col·laboració franco-espanyola van implicar l'establiment i l'extensió de protectorats espanyols al sud de la ciutat i la sobirania espanyola va ser reconeguda en la Conferència de Berlín de 1884: Espanya administrava Sidi Ifni i el Sàhara Occidental conjuntament. Espanya va reclamar també un protectorat a la costa de Guinea des del Cap Bajador fins al Cap Blanc. Rio Muni es va convertir en protectorat el 1885 i en colònia el 1900. Les reclamacions conflictives sobre Guinea van ser resoltes en el Tractat de París (1898).
El 1911, Marroc es va dividir entre francesos i espanyols i seguidament va començar la Guerra del Rif. La batalla d'Annual de 1921 va suposar una derrota militar infligida a l'exèrcit espanyol, compensada anys després pel desembarcament d'Alhucemas. Entre 1926 i 1959, Bioko i Rio Muni van estar unides sota el nom de Guinea Espanyola. Espanya, a les colònies, hi va desenvolupar extenses plantacions de cacau, pel que es va fer servir milers de treballadors. El 1956, quan el Protectorat Francès de Marroc va esdevenir independent, Espanya va entregar el seu protectorat al Marroc, però va mantenir el control sobre Sidi Ifni, la regió de Tarfaya i el Sàhara Occidental. Muhàmmad V del Marroc estava interessat en els territoris espanyols i va desencadenar la invasió del Sàhara Espanyol el 1958 per part de l'exèrcit marroquí. Aquesta guerra va ser coneguda com a guerra d'Ifni o guerra oblidada. Aquell mateix any, Espanya va cedir a Muhàmmad V Tarfaya i es va annexionar Saguia el Hamra (al nord) i Riu d'Or(al sud) al territori Sàhara Espanyol.

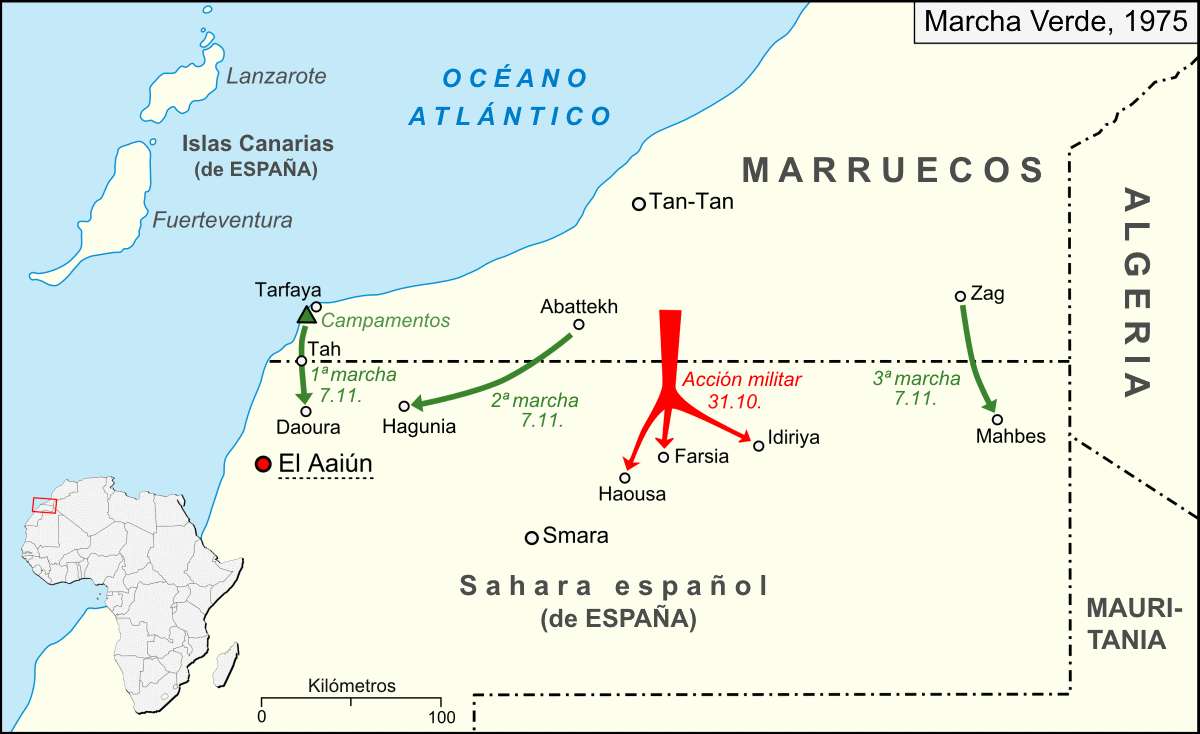
Marxes Verdes del 7 de novembre (en verd) i acció militar del 31 d'octubre (en roig) del 1975

El 1959 es va atorgar al territori espanyol del golf de Guinea l'estatus de província espanyola ultramarina. Com a Regió Equatorial Espanyola era regida per un governador general que exercia poders militars i civils. Les primeres eleccions locals s'hi van celebrar el 1959 i se'n van elegir els primers procuradors per a les corts equatoguineans. Mitjançant la llei bàsica del 1963, les dues províncies van ser reunificades amb Guinea Equatorial i dotades d'una autonomia limitada, amb òrgans i organismes comuns a tot el territori. El març de 1968, sota la pressió dels residents i de les Nacions Unides, Espanya anunciava que concediria la independència. El 1969, degut a la pressió internacional, Espanya va entregar Sidi Ifni al Marroc.
El domini espanyol al Sàhara va durar fins al 1975 quan la Marxa Verda va forçar la retirada espanyola aprofitant que Franco es moria. El futur de la província és incert, ja que el Marroc en reclama la sobirania però cap altre estat ni organització la reconeix. Marroc reclama les Illes Canàries, Ceuta, Melilla i les places de sobirania.

## Territoris de l'Imperi Espanyol

### Amèrica

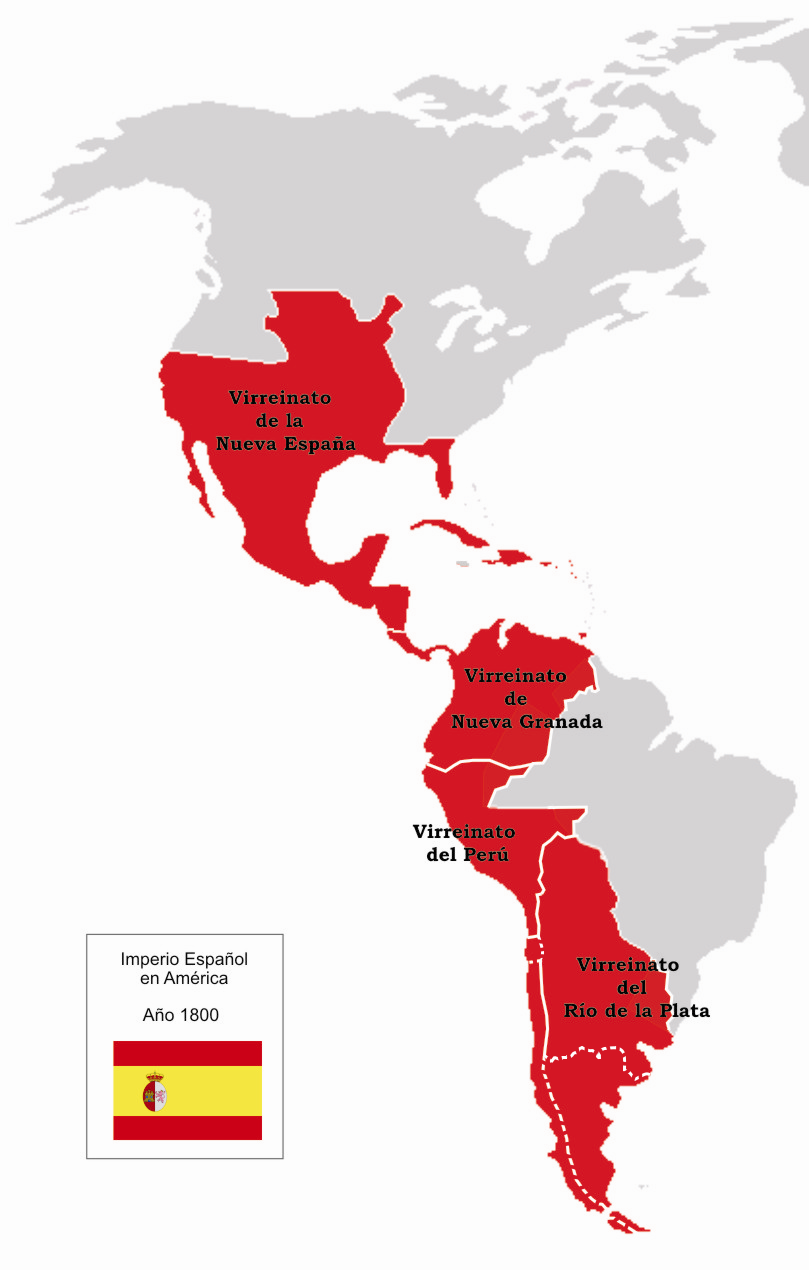
Imperi Espanyol a Amèrica l'any 1800.

- Virregnat de Nova Espanya: l'actual país de Mèxic, i els estats nord-americans de Califòrnia, Nou Mèxic, Arizona, Texas, Nevada, Florida, Utah i part de Colorado, Wyoming, Kansas i Oklahoma en Estats Units. Espanya va mantenir sota control aquests territoris des de 1521 fins al 1821.
- Capitania General de Guatemala: comprenia els territoris de Guatemala, El Salvador, Nicaragua, Hondures, Costa Rica, i l'estat mexicà de Chiapas. Era administrada per la Nova Espanya. Va declarar la seva independència el 1821.
- Louisiana: cedida per França, Espanya la va mantenir en el seu poder entre 1762 i 1801. Incorporava territoris dels actuals estats de Louisiana, Arkansas, Oklahoma, Kansas, Nebraska, Dakota del Sud, Dakota del Nord, Wyoming, Montana, Idaho, Minnesota i Iowa.
- Virregnat de Nova Granada: els actuals països de: Panamà, Colòmbia i l'Equador.
- Capitania General de Veneçuela: l'actual Veneçuela, administrada pel Virregnat de Nova Granada.
- Virregnat del Perú: l'actual Perú.
- Virregnat del Riu de la Plata: els actuals països de Bolívia, Argentina (excepte la regió de Patagònia Occidental), Paraguai, Uruguai (amb el nom de Banda Oriental) i part del Brasil. Cal mencionar que el control den l'extrem sud (Patagònia) no va ser efectiu fins després de la independència de l'Argentina.
- Capitania General de Xile: l'actual Xile i la regió de Patagònia fins que la part oriental fins que va passar al Virregnat del Riu de la Plata. Era administrada des del Perú.
- Territoris insulars: els actuals països de Cuba, Puerto Rico, República Dominicana, Bahames (fins a 1670), Trinitat i Tobago, Granada (des de 1498 fins a 1674), Jamaica (fins a 1655), San Cristóbal y Nieves, Dominica (des de 1493 fins a 1783), Barbados (des de 1518 fins a 1624), Santa Lucía (des de 1504 fins a 1654), Illes Malvines (fins a 1810).

### Àsia
- Filipines (1521 - 1898), administrades com a part del virregnat de la Nova Espanya
- Protectorat sobre Cambodja (1597 - 1599)
- Nord de Taiwan (1626 - 1642)

També hi va haver alguns assentaments espanyols a l'illa de Borneo.

### Àfrica
- Sàhara Espanyol: des de 1885 fins a 1975.
- Protectorat Espanyol al Marroc: des de 1912 fins a 1956.
- El Jadida: 1580 fins a 1640.
- Larraix (1610 - 1689) i (1912 - 1956)
- Tetuan (1860 - 1862) i (1912 - 1956)
- Casablanca (1580 - 1640)
- Ifni: des de 1860 fins a 1969.
- Guinea Espanyola: des de 1843 fins a 1968.

### Oceania
- Guam: dominada fins al 1898, perduda en la guerra Hispano-estatunidenca.
- Illes Carolines, Illes Mariannes i Palau: fins al 1899, venudes a l'Imperi Alemany.

També hi ha haver algun assentament puntual a l'illa de Nova Guinea.

## Controvèrsia: el primer imperi global
Molts consideren el portuguès com el primer i més durador imperi colonial que mai hagi existit; des de la captura de Ceuta l'any 1415, fins a la devolució de Macau als xinesos l'any 1999. Alhora va ser el primer imperi a tenir colònies a tots els continents, ja que va establir possessions al Brasil, a l'Àfrica, a l'Índia, i al sud-est asiàtic, arribant fins a l'oceà Pacífic per l'illa de Nova Guinea abans que l'Imperi Espanyol prengués possessió de cap territori a Oceania, i ni tan sols establís cap assentament permanent a l'Àsia (illes Filipines, l'any 1565).